# 西条駅 (広島県)
西条駅（さいじょうえき）は、広島県東広島市西条本町にある西日本旅客鉄道（JR西日本）山陽本線の駅である。駅番号はJR-G10。
篠ノ井線の西条駅（にしじょうえき）と区別するため、当駅発着切符には「（陽）西条」と印字される。

## 概要
人口19万人を抱える東広島市の中心駅である。市内には新幹線の停車する東広島駅もあるが、市街地中心部に位置する当駅の方が乗降客数は圧倒的に多い。広島大学最寄駅でもあり、また、西条の酒蔵に程近いため観光駅としての顔もある。毎年10月第2土曜・日曜は西条中央公園で「酒まつり」が開かれるため県内・県外の観光客で賑わう。
当駅では上り貨物列車の補助機関車を解放する作業を行っており、機関車解放業務をJR西日本の社員が行う。以前、1月に行われる大学入試センター試験で、県東部（備後地方）から広島大学に向かう受験生輸送のため、臨時列車が大門駅 - 当駅間に設定されていた。受験生を降ろした後は、八本松駅中線か広島運転所まで回送していた。

## 歴史

### 年表

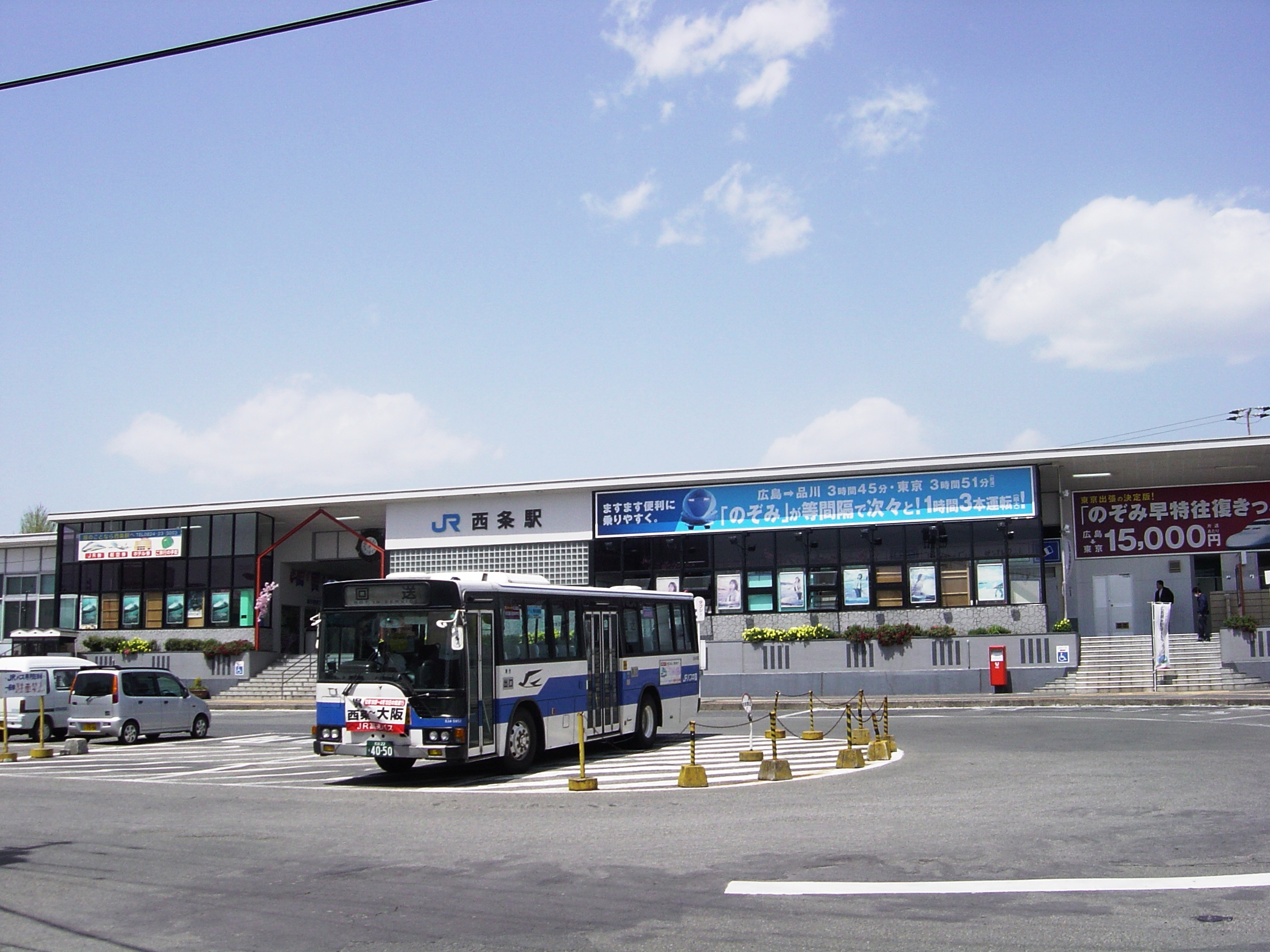
駅前整備着工前の2代目駅舎（2005年4月）

- 1894年（明治27年）6月10日：山陽鉄道三原駅 - 広島駅間開通時に開設[1]。旅客・貨物取扱開始[1]。
- 1897年（明治30年）2月5日：岡山寄りに約300m移設。
- 1906年（明治39年）12月1日：山陽鉄道国有化[1]、官設鉄道の駅となる。
- 1909年（明治42年）10月12日：線路名称制定、山陽本線所属となる。
- 1959年（昭和34年）10月15日：2代目駅舎に改築[3]。
- 1984年（昭和59年）1月1日：貨物取扱廃止[1]。駅舎西側に有蓋車用の車扱貨物ホームが設置されていた。貨物ホームには、駅近傍に位置する酒蔵へ、醸造用アルコールを輸送するためのパイプラインが敷設されていた。
- 1986年（昭和61年）4月1日：荷物扱い廃止[1]。
- 1987年（昭和62年）4月1日：国鉄分割民営化により、西日本旅客鉄道（JR西日本）の駅となる[1]。
- 2000年（平成12年）：この年、駅舎を一部改装。
- 2006年（平成18年）2月11日：駅前インフラ整備が完了。
- 2007年（平成19年）
  - 4月15日：東広島市内の在来線では初となる自動改札機使用開始。
  - 9月1日：ICカード「ICOCA」の利用が可能となる。
- 2010年（平成22年）：呉線の坂駅と矢野駅管理を呉駅から当駅へ移管。
- 2011年（平成23年）10月20日：橋上駅舎及び南北自由通路工事着手。
- 2012年（平成24年）6月1日：旧駅舎使用終了、仮設駅舎での営業に切替わる。
- 2014年（平成26年）
  - 1月13日：橋上駅舎（3代目）・駅ビルの一部（南口西側）使用開始。これに伴い、仮駅舎と旧跨線橋解体工事及び東側施設工事開始。
  - 8月23日：全ホームに3色LED式発車標を設置。旧駅舎時代から使用されていた改札口LED発車標もホーム同様のものに切換えられた。
  - 10月：3・4番乗り場白市・三原側の階段工事完了、使用開始。4番乗り場停車位置が階段を中心とした位置に変更。3番乗り場は11月に入ってから4番乗り場と同様に変更された。
  - 12月23日：1番乗り場白市側の階段工事完了、使用開始。これに伴い、停車位置変更。
- 2015年（平成27年）
  - 1月25日：北口駅前広場工事と駅舎東半分の工事完了に伴い、10時から南北自由通路が全面使用開始[4]。完成記念式典が行われ、駅ビルテナント5店舗も同時開業、これに伴い西条駅橋上化工事が全て完了[5]。
  - 3月14日：みどりの窓口営業時間変更。営業開始を10分繰上げ、5時00分からの営業となる。
- 2018年（平成30年）
  - 7月6日：平成30年7月豪雨に伴い、営業休止。
  - 8月21日：白市駅 - 八本松駅間で暫定的な部分運転を実施[6][7]。
  - 9月9日：白市駅 - 瀬野駅間運行再開[8]。
- 2020年（令和2年）
  - 9月：駅ナンバリング導入、使用開始[9][10]。
  - 11月1日：組織改正に伴い、駅管理権限が当駅から海田市駅に移転、海田市管理駅傘下の地区駅となる[2]。
- 2022年（令和4年）
  - 5月8日：この日限りでみどりの窓口営業終了[11]。
  - 5月9日：みどりの券売機プラス導入[11]。

## 駅構造
単式ホーム1面1線と島式ホーム1面2線、計2面3線を有する地上駅。
2014年（平成26年）1月13日より橋上駅舎・駅ビル西側の暫定使用が成され、列車停止位置が広島寄りに変更。また、改札とキオスク、トイレは新駅舎へ移行し仮設駅舎・仮設トイレは前日12日終電限りで使用停止。仮設駅舎・トイレと旧跨線橋撤去後東側部分の駅（階段や駅業務スペース）や駅ビルテナント部分の工事に移り、2015年（平成27年）1月25日10時より全面使用開始。自由通路開通と北口広場の利用開始とテナントにキオスクセブン-イレブン、サン・エトワール、お好み焼き「福ちゃん」、うどん屋「驛麺屋」、薬局チェーン店「マツモトキヨシ」の5店舗が開業した。2016年3月から仮駅舎時に事務スペースとして使用していたトイレ前のスペースをベンチやテーブルを備えた待合室として開放している。
旧駅舎は単式1番のりば側にあり、島式3・4番のりばへは跨線橋で連絡していた。2011年（平成23年）6月1日、JR西日本は東広島市と橋上駅舎化やバリアフリー化について合意し、同年10月20日より工事を開始。これに伴い旧駅舎は全て解体された。
直営駅であり、海田市駅（管理駅）傘下の地区駅として地区駅長が配置されている。以前は、西条管理駅として山陽本線の白市駅 - 向洋駅間各駅（海田市駅が駅長配置の地区駅）と、呉線の坂駅 - 矢野駅、山陽新幹線の東広島駅（駅長配置の地区駅）を管轄していた。
ICOCA利用可能駅（相互利用対象ICカードはICOCAの項を参照）。

### 駅舎概要
- 橋上駅舎（2015年1月25日全面使用）

### 駅舎コンコース
- みどりの券売機プラス
- 改札口1箇所（ICOCA利用可能自動改札機）
- 公衆トイレ（自由通路南側2階）※改札内には設置されていない。（2021年8月現在）
- エレベーター（自由通路2基、改札内2基）
- エスカレーター（自由通路南口西側2基）
- 東広島市観光案内所（南口2Fエスカレーター横）
- 待合室（南口2Fトイレ前）

#### 駅ビルテナント
- おみやげ街道（1階）
- マツモトキヨシ（1階）
- むさし　西条駅店（1階）
- サンエトワール（2階）
- セブン自販機（2階）

### ホーム・乗り場概要
| のりば | 路線     | 方向 | 行先           | 備考                                   |
| ------ | -------- | ---- | -------------- | -------------------------------------- |
| 1・3   | 山陽本線 | 下り | 広島・岩国方面 | 3番のりばは当駅始発と白市発下り2本のみ |
| 4      | 山陽本線 | 上り | 三原・福山方面 | 福山方面は三原または糸崎で乗換         |

付記事項
- ホームは8両編成対応。長さは12両編成分。寝台特急あさかせ2・3号の停車の際には、東京寄り12・13号車はホームからはみ出る形となるため、ドアが閉め切られていた（ドアカット）。
- 下り本線は1番線、上り本線は4番線、3番線は上下共用の待避線。3番線は上下のどちらにも出発信号機が設置されており、双方に発車出来るのは3番線のみ。2009年（平成21年）3月13日までここから発車する白市行列車が設定されていた。翌14日改正以降上り列車は4番線からの発車に統一されたが、事故などにより広島方面が不通となった際、三原方面からの列車が折返すための臨時発着番線として使用されることがある。2016年ダイヤ改正から再設定された当駅始発の快速「シティライナー」は2本共に3番のりばから発車する。また当駅始発ではない白市からの下り列車のうち1527M(当駅10:49発)と1557M(当駅15:51発)の2本も3番のりばから発車する。
- 2014年（平成26年）12月23日からは1番のりばの白市側の階段が使用開始され停車位置を変更した。停車案内マークも3・4番のりば同様のものに取換えられた。
- 2014年（平成26年）8月23日にホームにCTC連動のLED式発車標を設置。

接近・案内放送
- 2003年（平成15年）頃に現行の詳細放送に更新された。列車接近約3〜5分前に予告放送、接近時に接近放送と到着時に到着放送が行われる。同様の詳細型放送は広島支社管内の山陽本線主要駅である三原駅・海田市駅・向洋駅・天神川駅・新白島駅・横川駅・新井口駅・五日市駅・宮島口駅・岩国駅・新山口駅・厚狭駅・新下関駅でも採用されている。
- 予告放送は発車時刻→種別（普通または快速）→行先→発車番線→編成両数→快速は停車駅の案内→最後に英語。
- なお、当駅折返し等長時間停車している場合は停車中にも案内放送が行われ、発車放送も行われる。案内放送・発車放送実施時には次の停車駅がアナウンスされる。快速列車の場合は案内放送時に予告時同様停車駅案内が行われる。
- 地上駅舎時代の一時期（2008年頃より）は接近放送とメロディまで自動放送で、到着放送は係員が行っているためメロディが途中で切れていた。特にダイヤが乱れた場合は、殆ど係員による手動放送となる。2012年（平成24年）6月の仮駅舎使用後は到着放送も再度自動放送が行われ、駅員による手動放送は減っていた。新駅舎使用後も引続き詳細放送を実施。駅員による放送は列車の遅延やラッシュ時以外は基本的に行われない。
- 2016年3月26日ダイヤ改正より土休日に再設定された快速「シティライナー」（当駅始発・10時台の2本）の入線時は「列車がまいります」の簡易的な内容のみ。停車中の案内放送と発車放送は行われている。
- なお、暫定駅舎使用後の4番のりばでは到着放送は省略されていた。
- メロディは次の通り
  - 1番のりば / 3番のりば（広島方面・3番のりばは土休日の当駅始発の快速のみ）…広島駅2・7番のりばメロディ改良バージョン
  - 3番のりば（広島 / 三原両方面）・4番のりば（三原方面）…広島駅4・9番のりばメロディ改良バージョン
- 発車ベルも前述の詳細放送導入時に更新された。当初は8両編成のみ使用していたが、現在は4両編成でも使用されることがある。特に西条駅橋上化工事開始後は4・8両最後尾が同一となる場合があり、新駅の暫定使用開始後暫くは3・4番のりばで全発着列車で使用していたが、4番のりばは2014年（平成26年）10月の白市寄り階段設置による停車位置変更後に8両編成のみの使用に戻る。
- 2003年以前は案内放送は無く広島駅と同バージョンのメロディが広島方面と三原方面で今と同じ形で流され、到着時には駅名連呼が行われるタイプの放送であった。

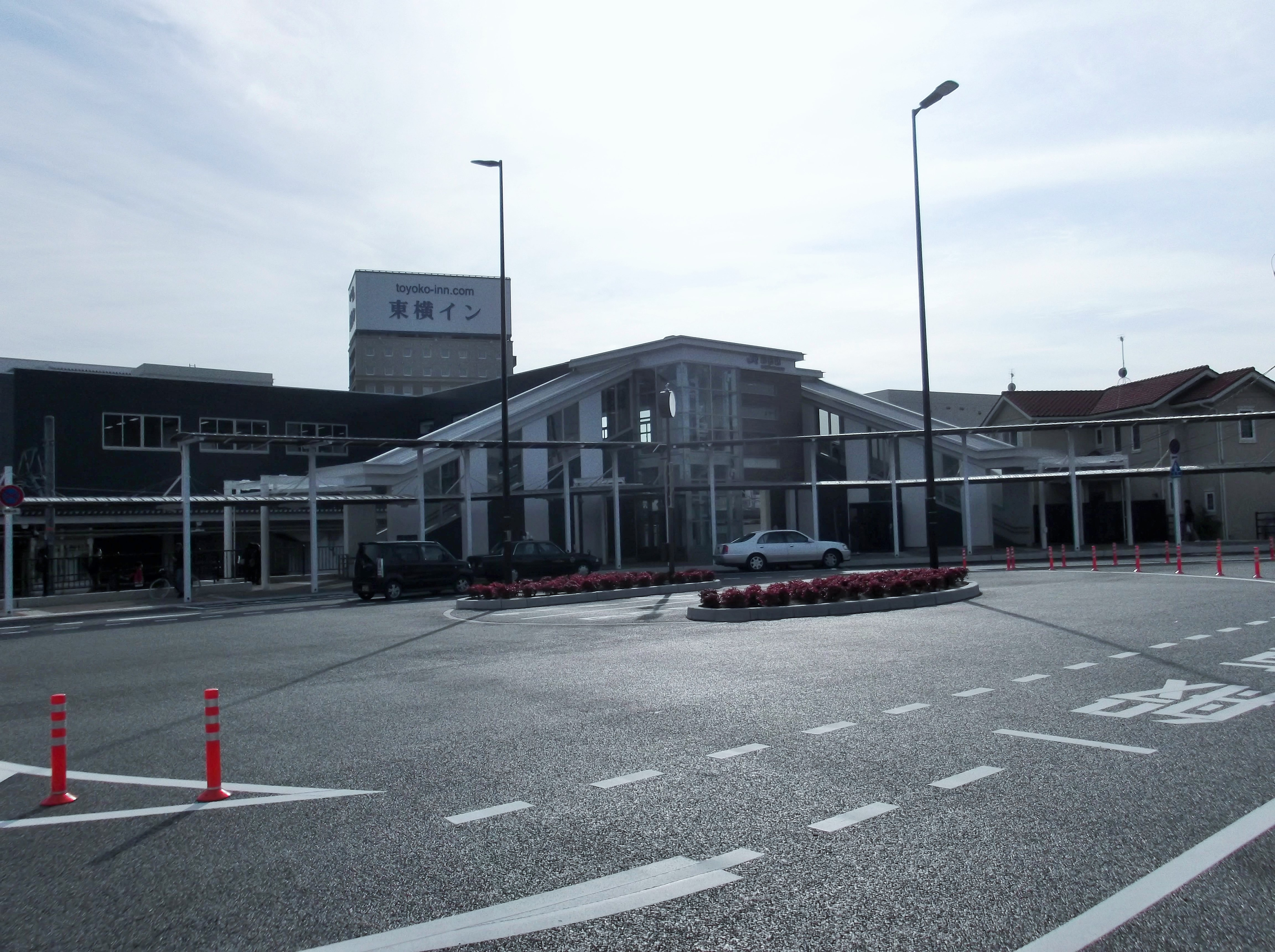
2015年1月25日より使用を開始した西条駅北口広場と駅入口
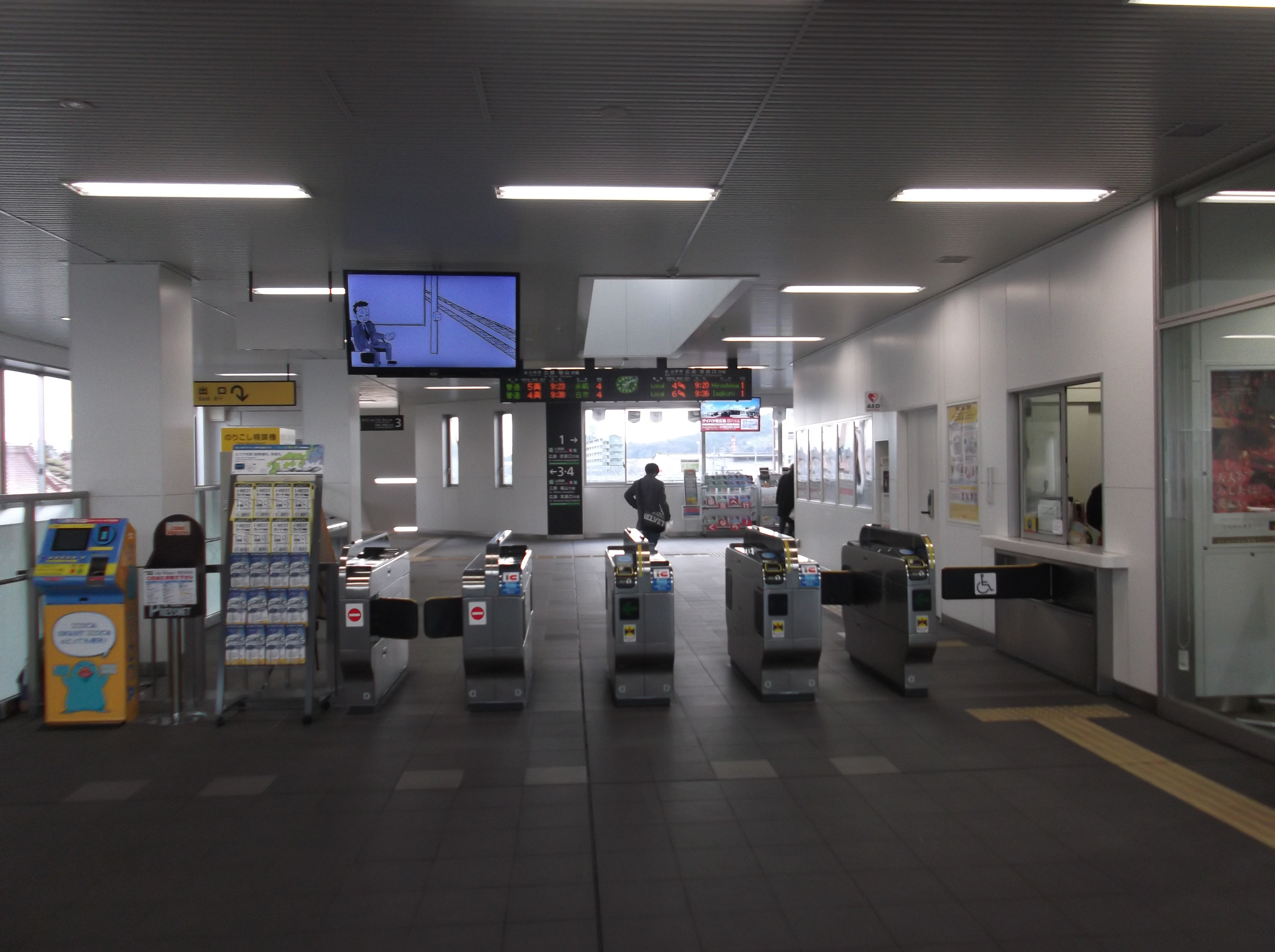
改札口
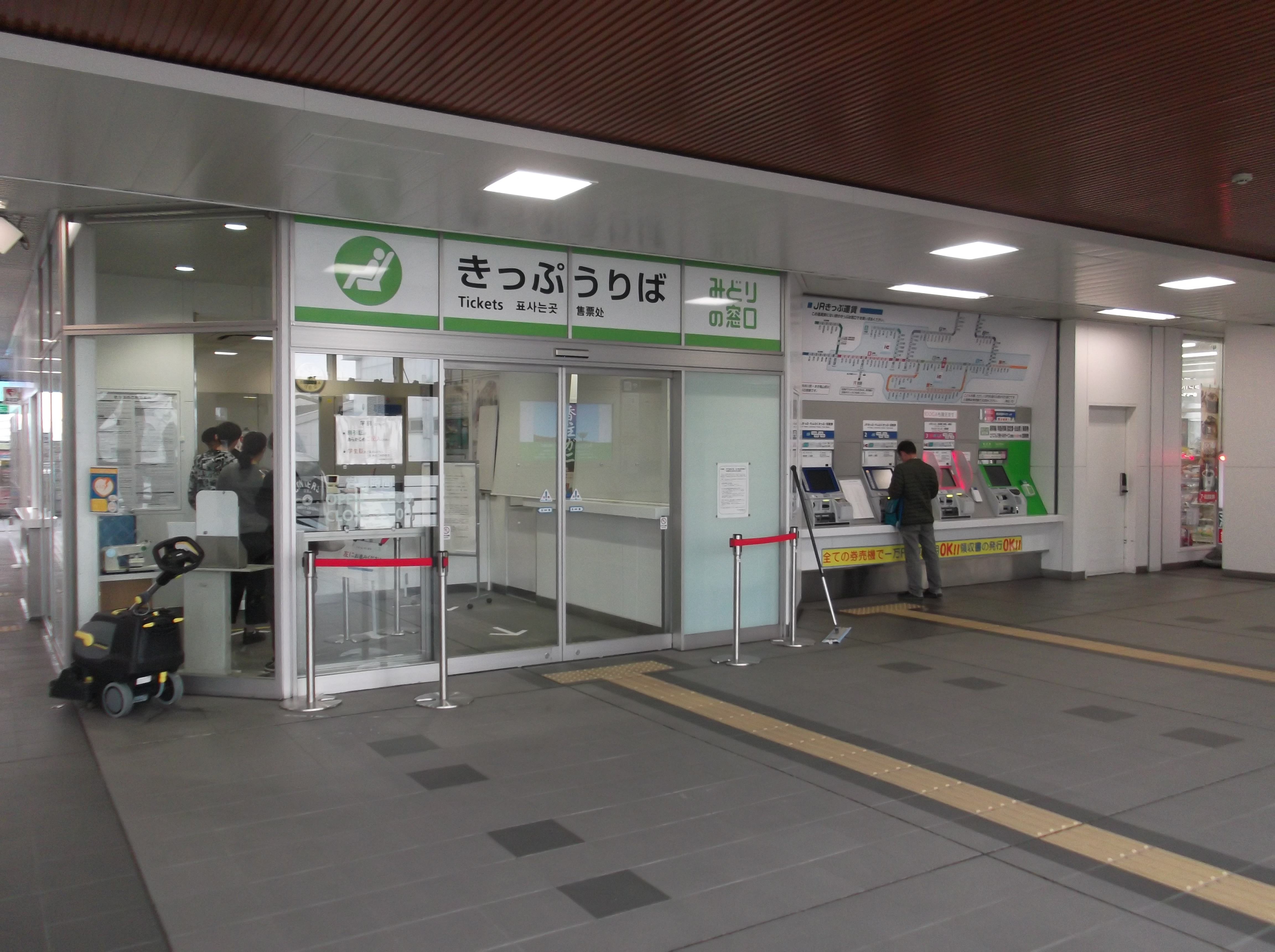
西条駅切符売場とみどりの窓口（現在は廃止）
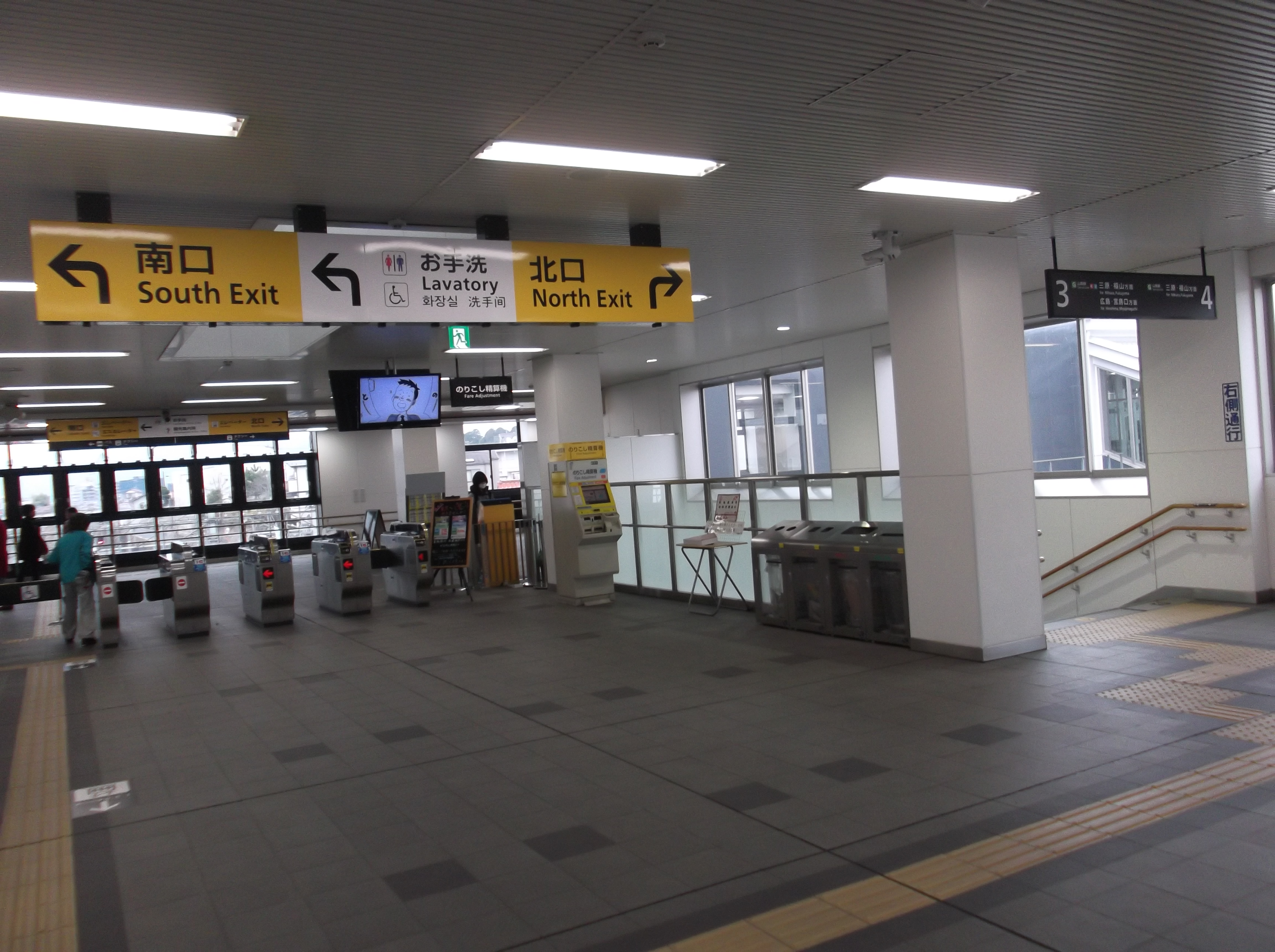
西条駅橋上駅舎改札内コンコース
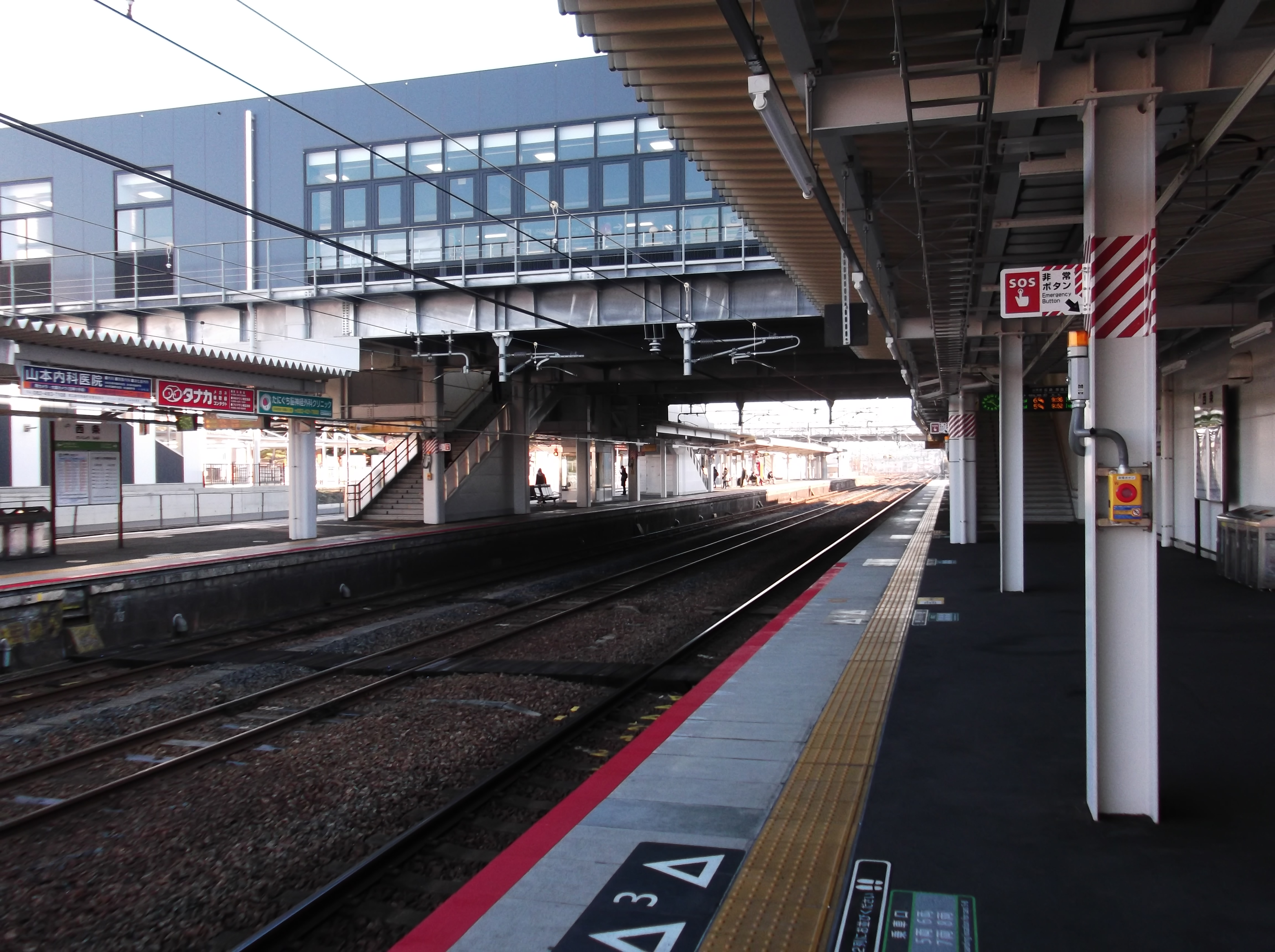
橋上駅舎使用開始後の西条駅1番乗り場
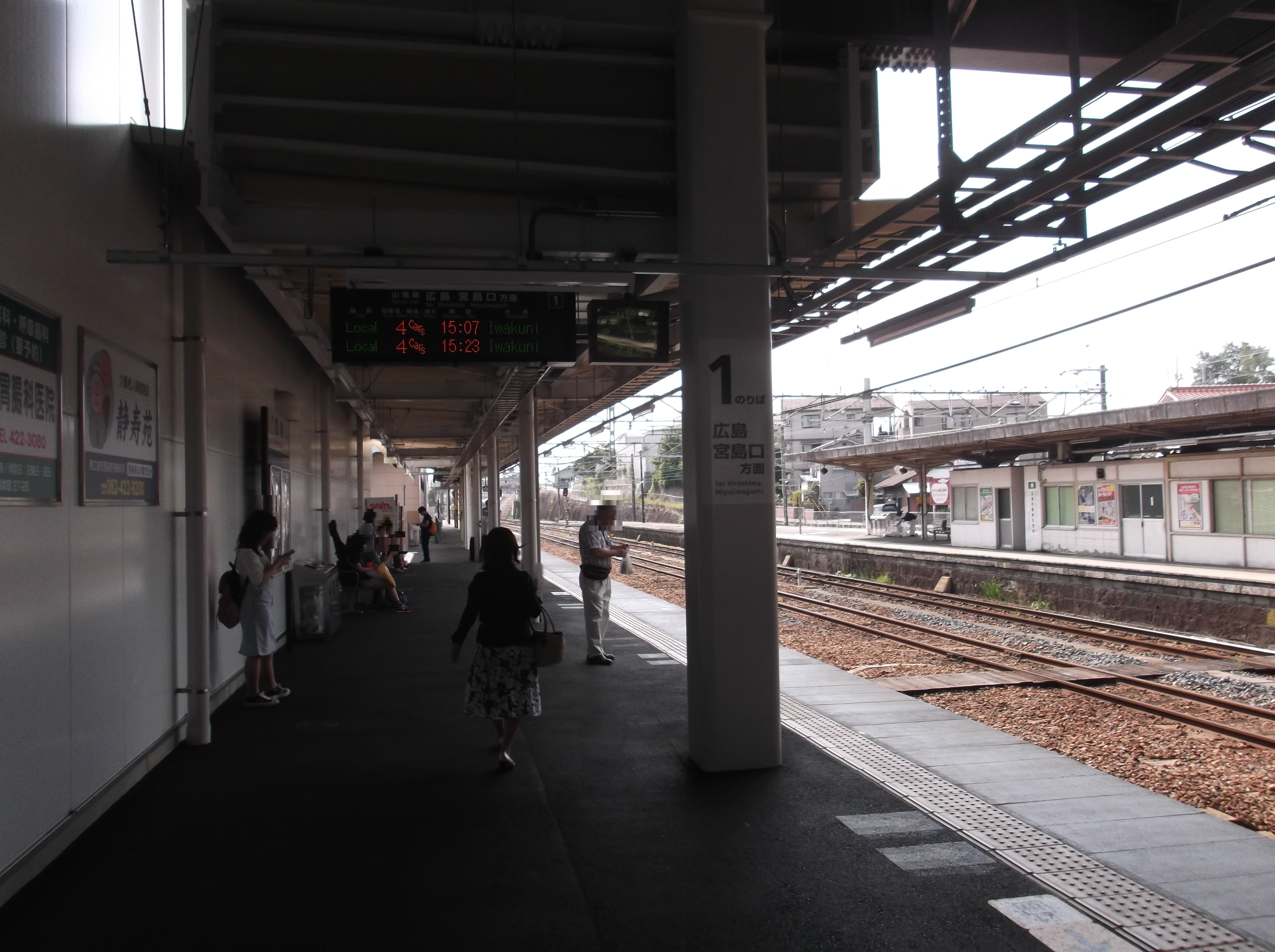
1番乗り場を広島方面に向けて撮影
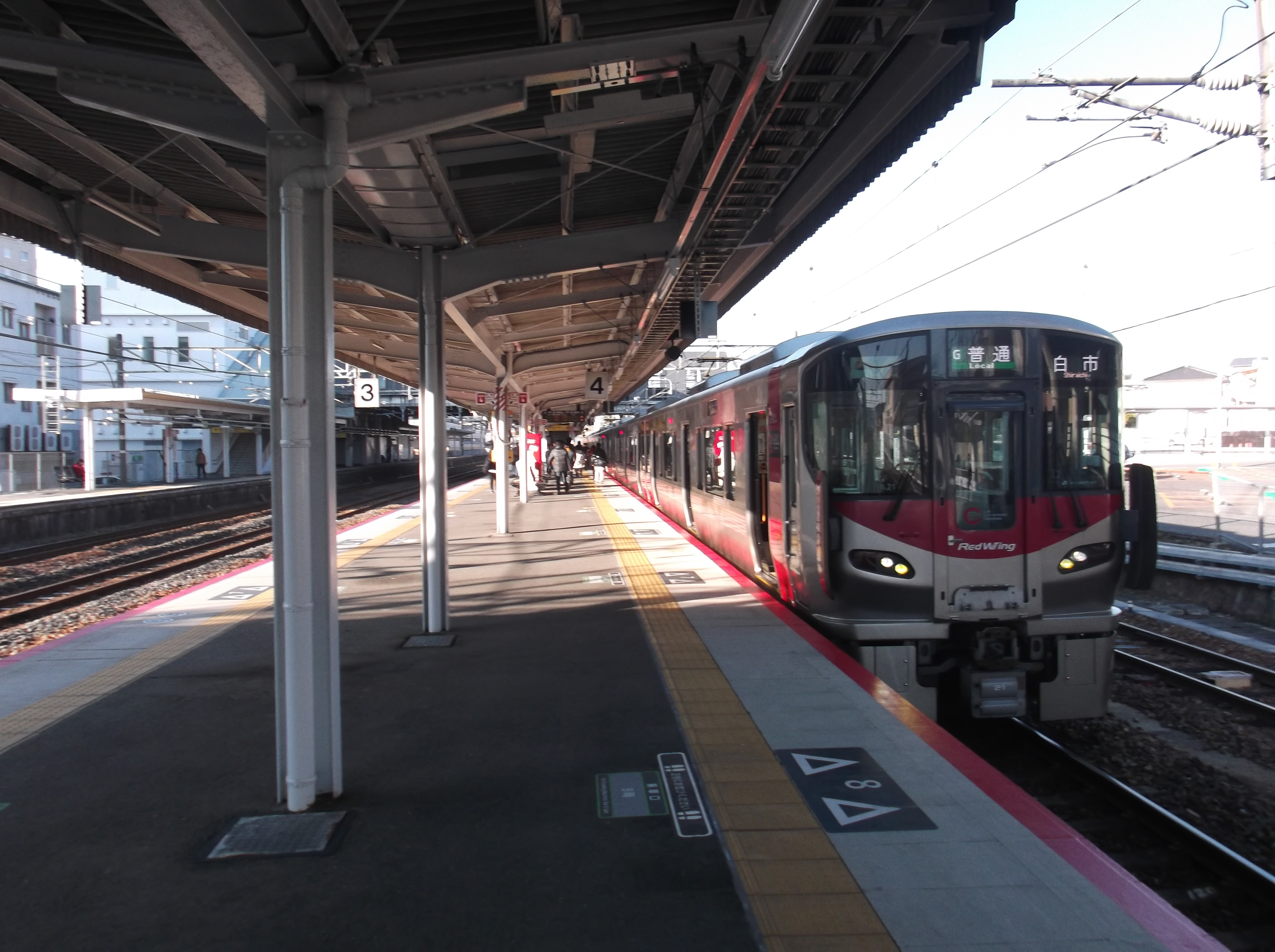
橋上駅舎使用開始後の3・4番乗り場
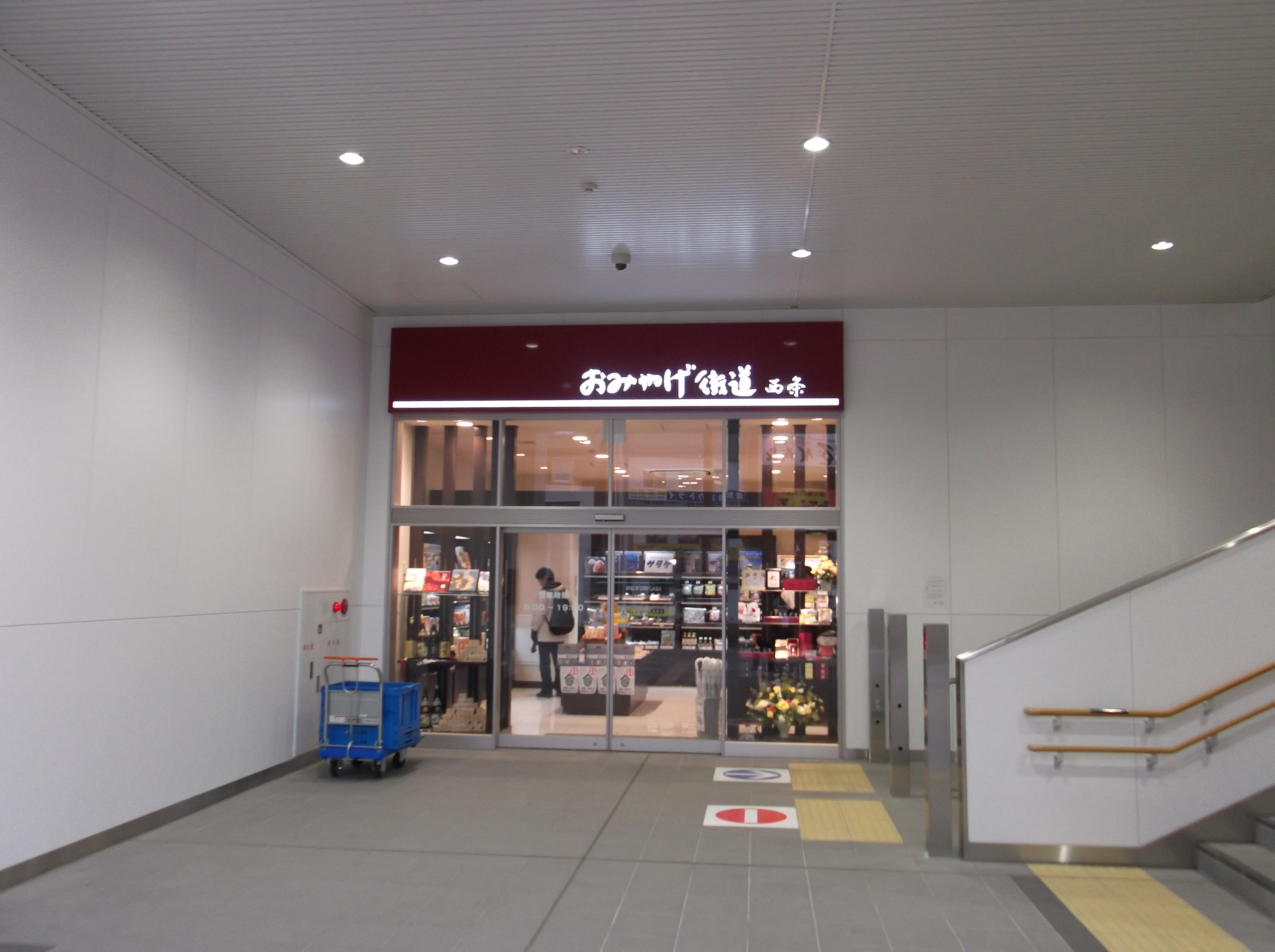
2014年1月13日にオープンしたおみやげ街道西条
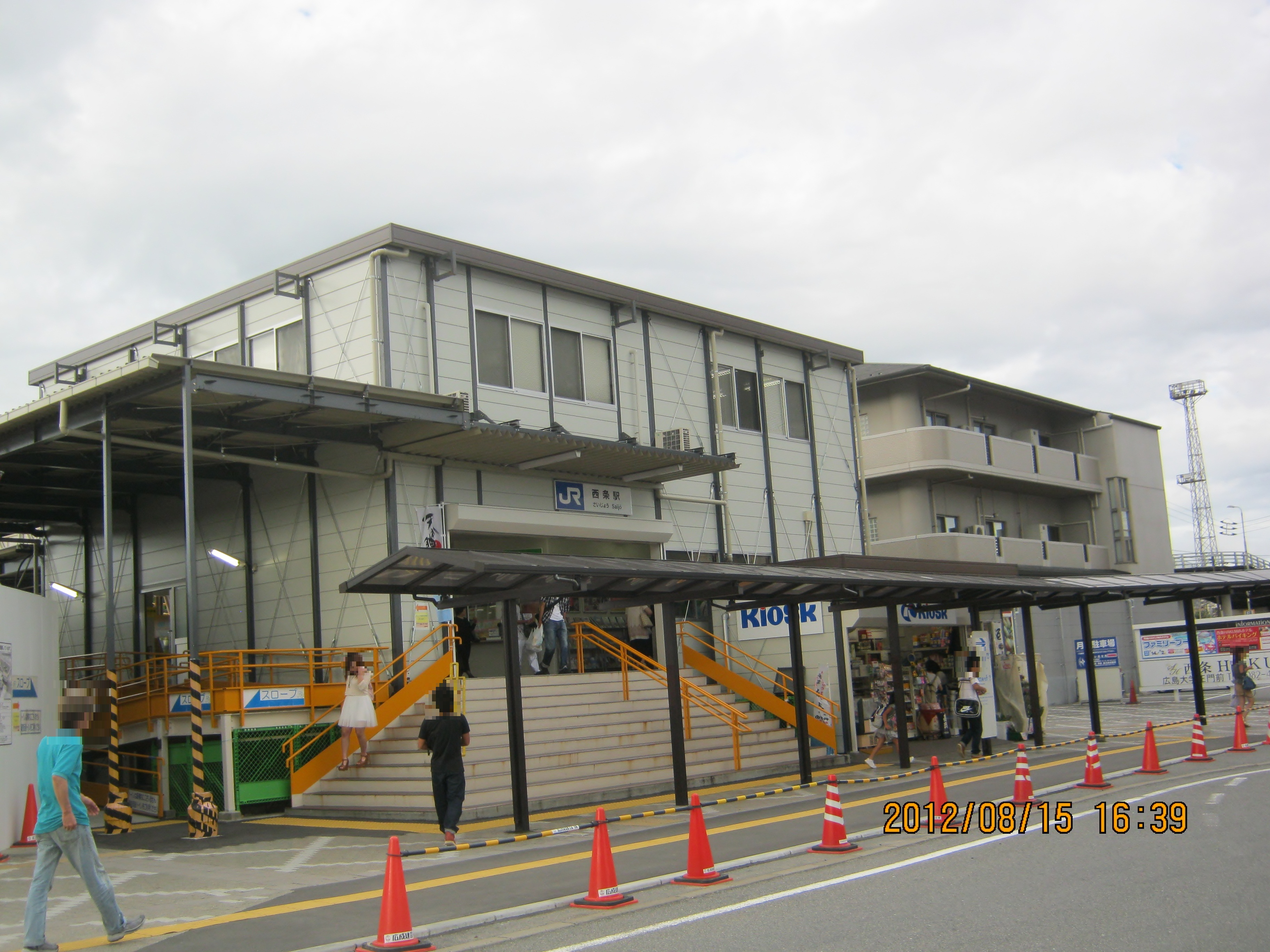
仮設駅舎時代（2012年6月 - 2014年1月）
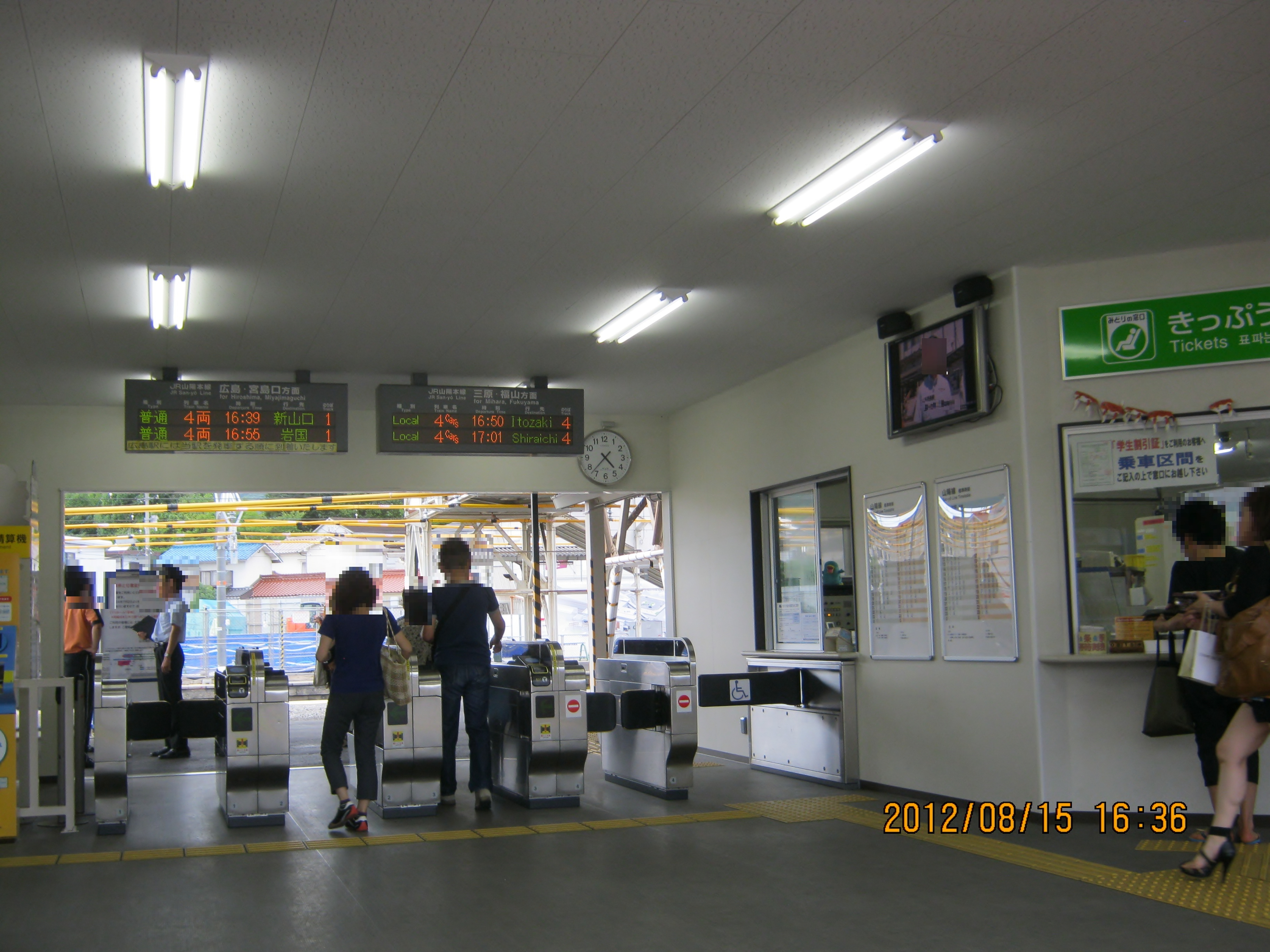
仮設駅舎時代の改札口
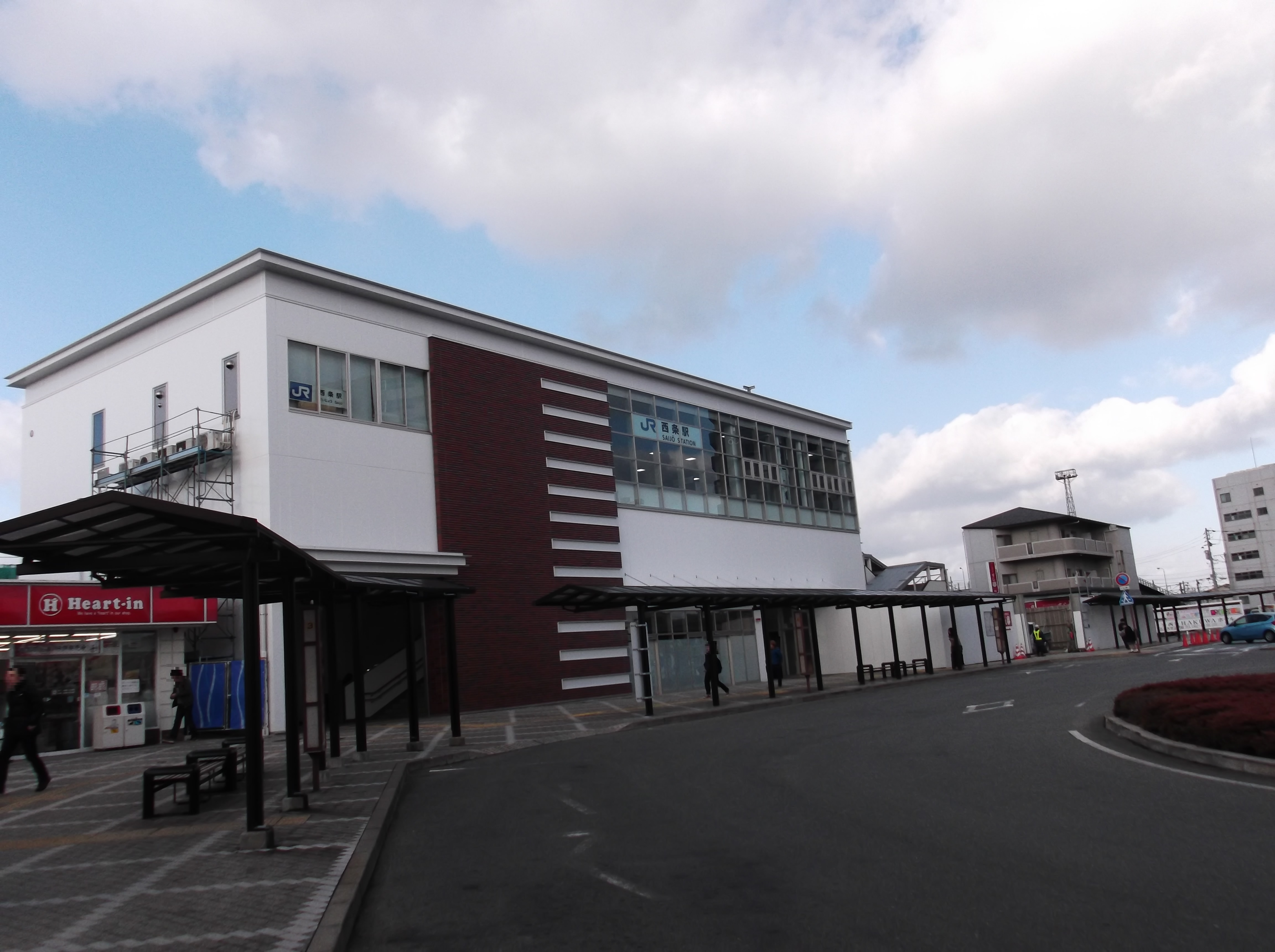
暫定使用中の西条駅駅舎近景
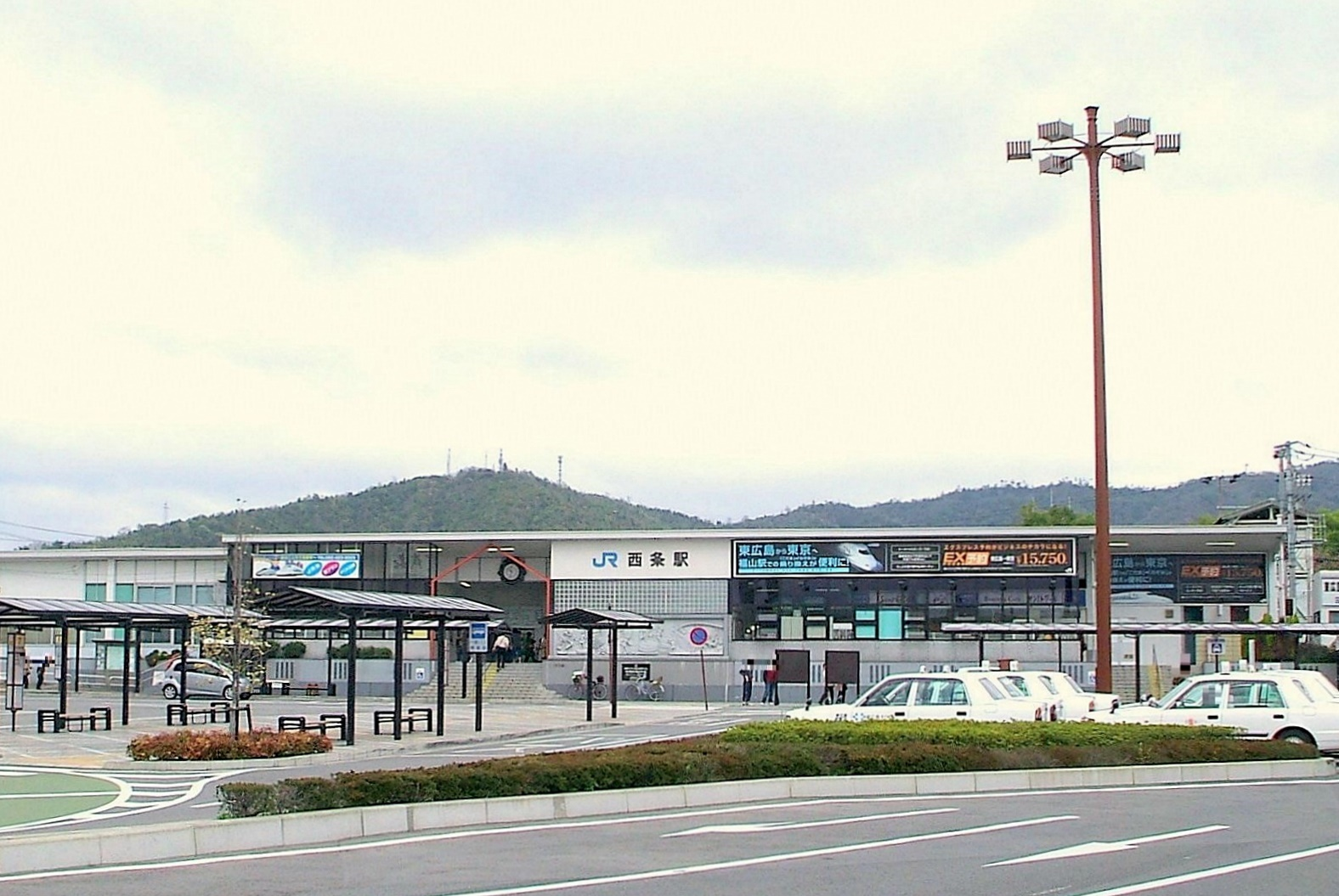
2代目駅舎（1959年 - 2012年）と駅前広場
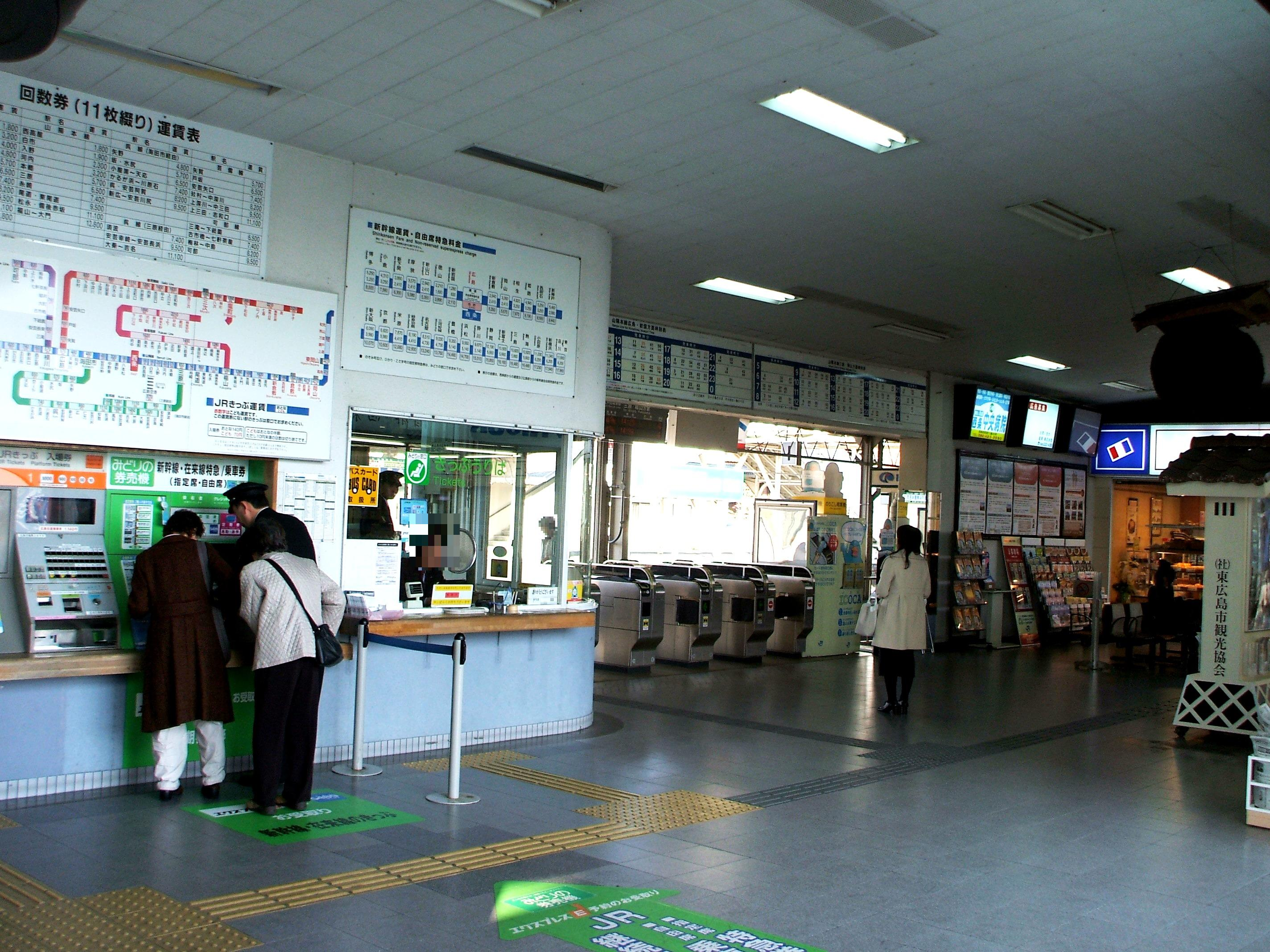
2代目駅舎コンコース
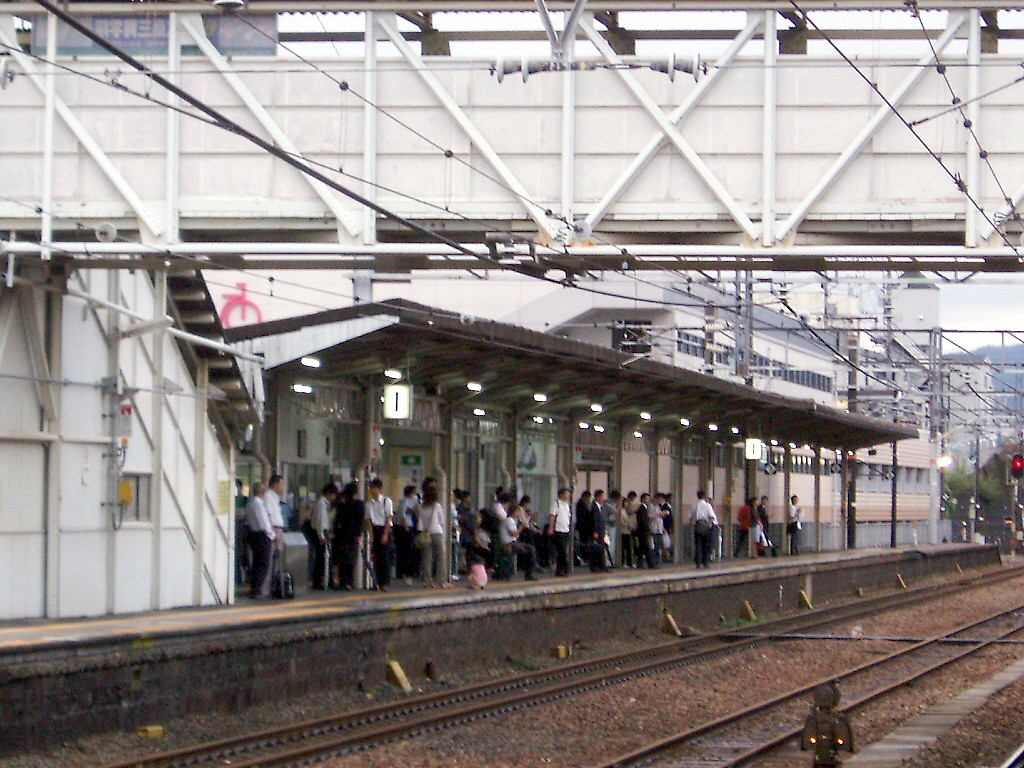
1番のりば、朝夕は広島方面の電車を待つ乗客が多い（旧駅舎）
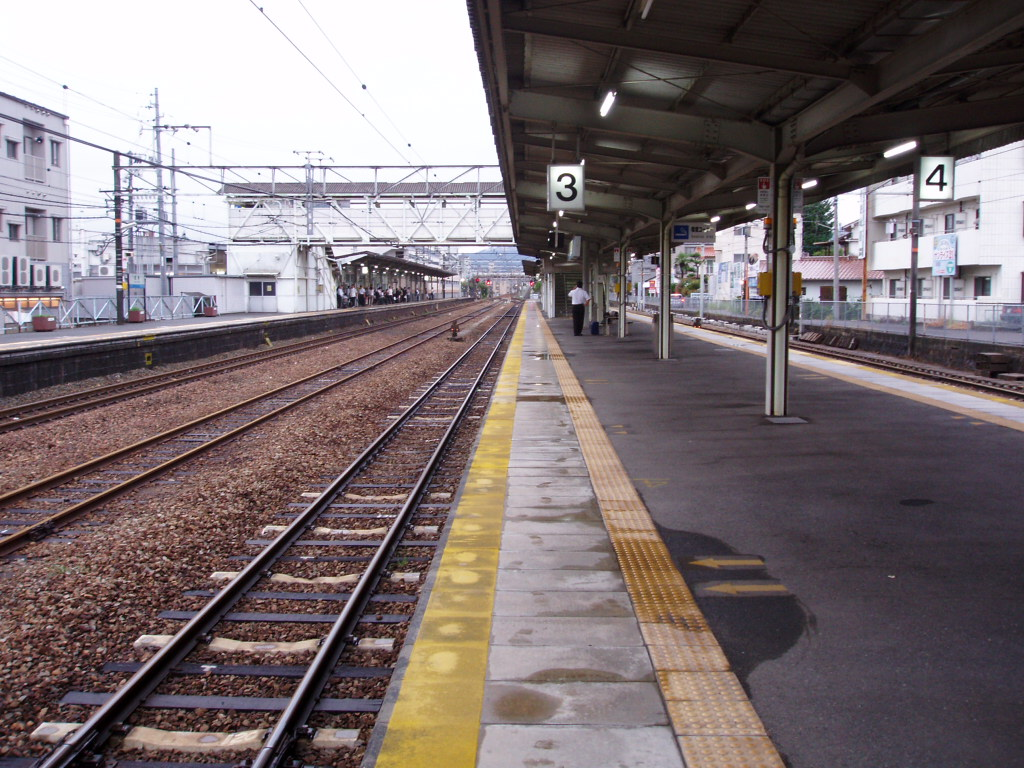
3番・4番のりば（橋上駅舎化工事開始前）
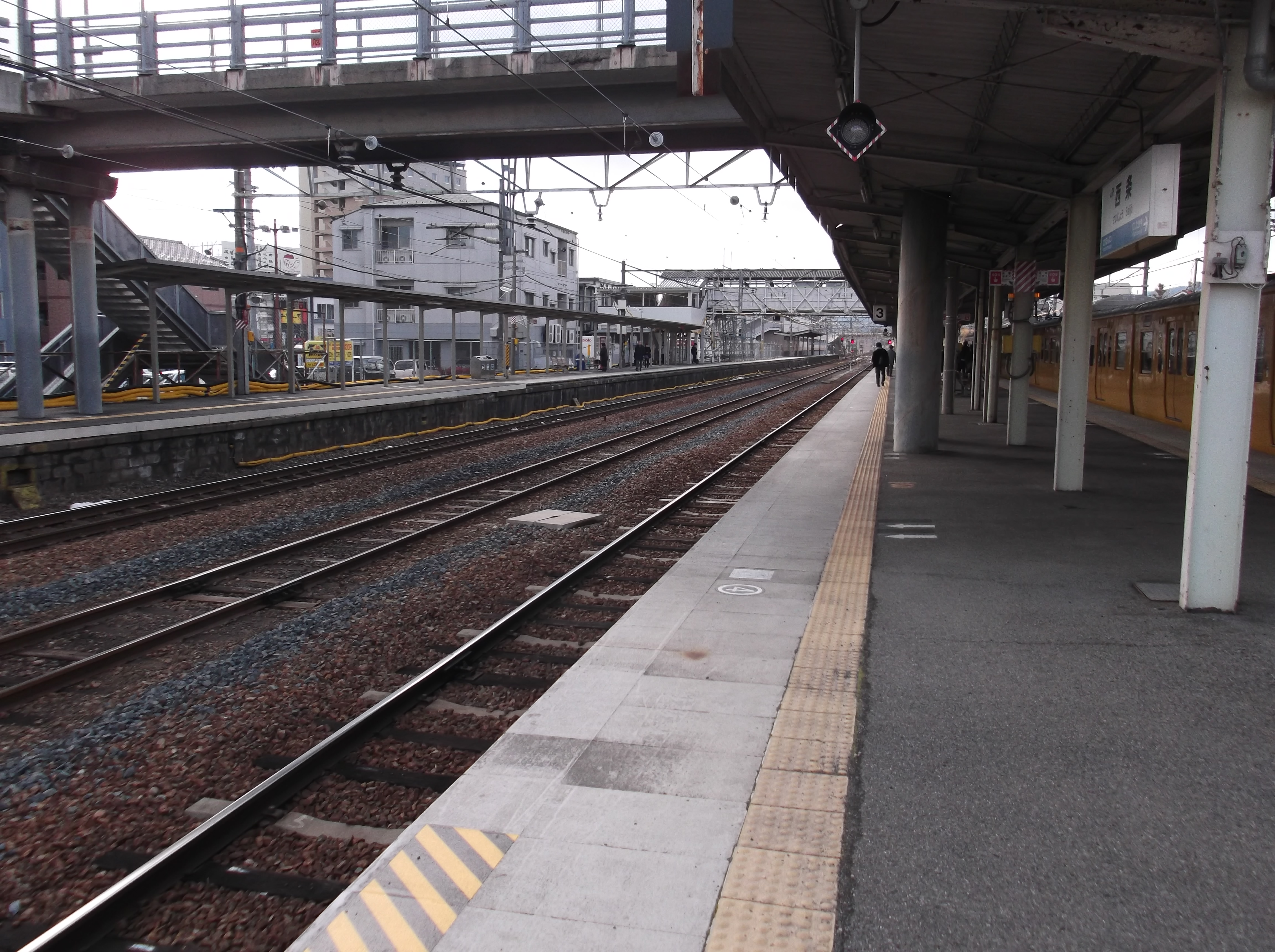
橋上駅舎化工事中の駅ホーム
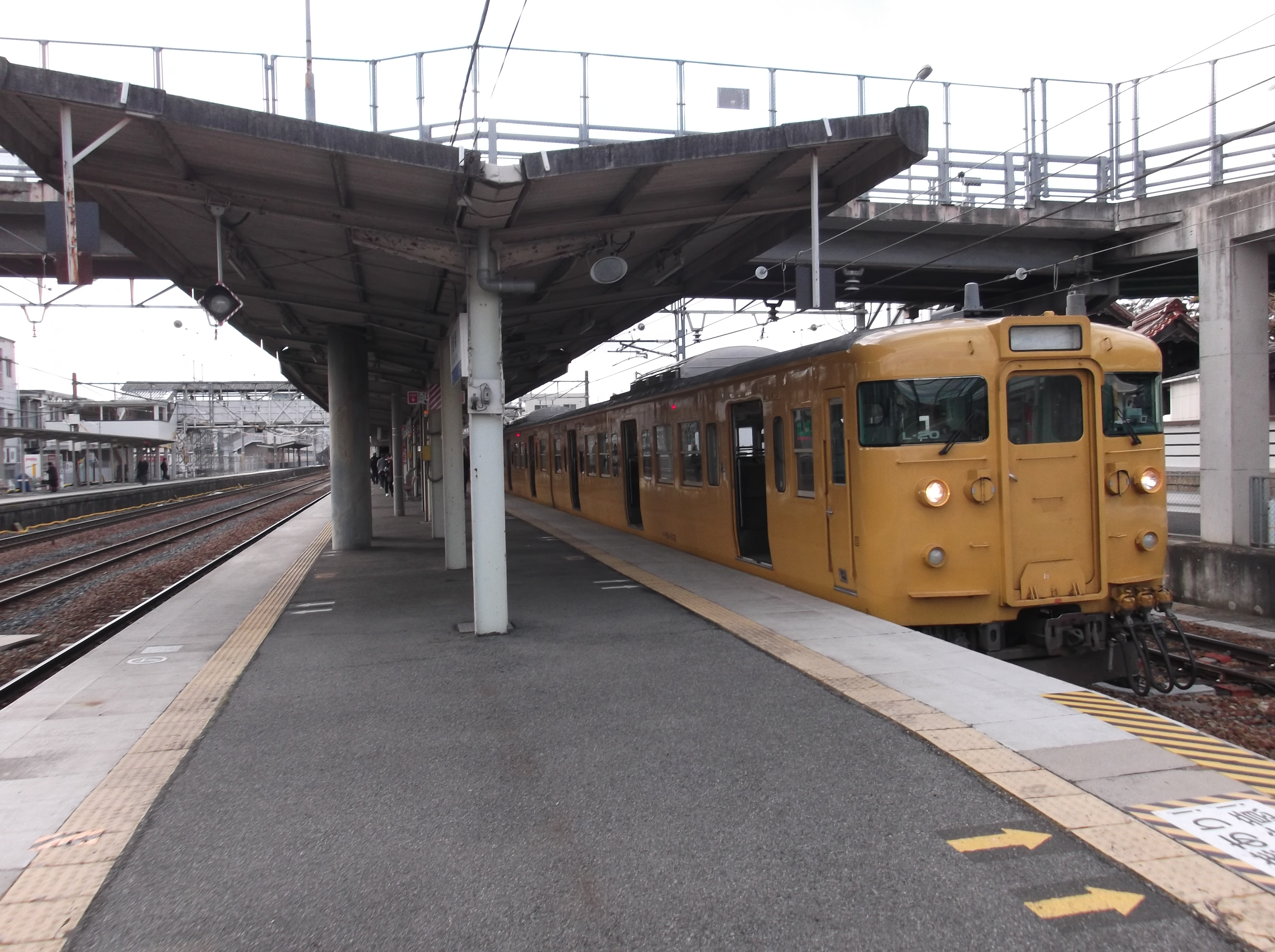
橋上駅舎の使用開始前の4番乗り場停車中の115系（白市行き）
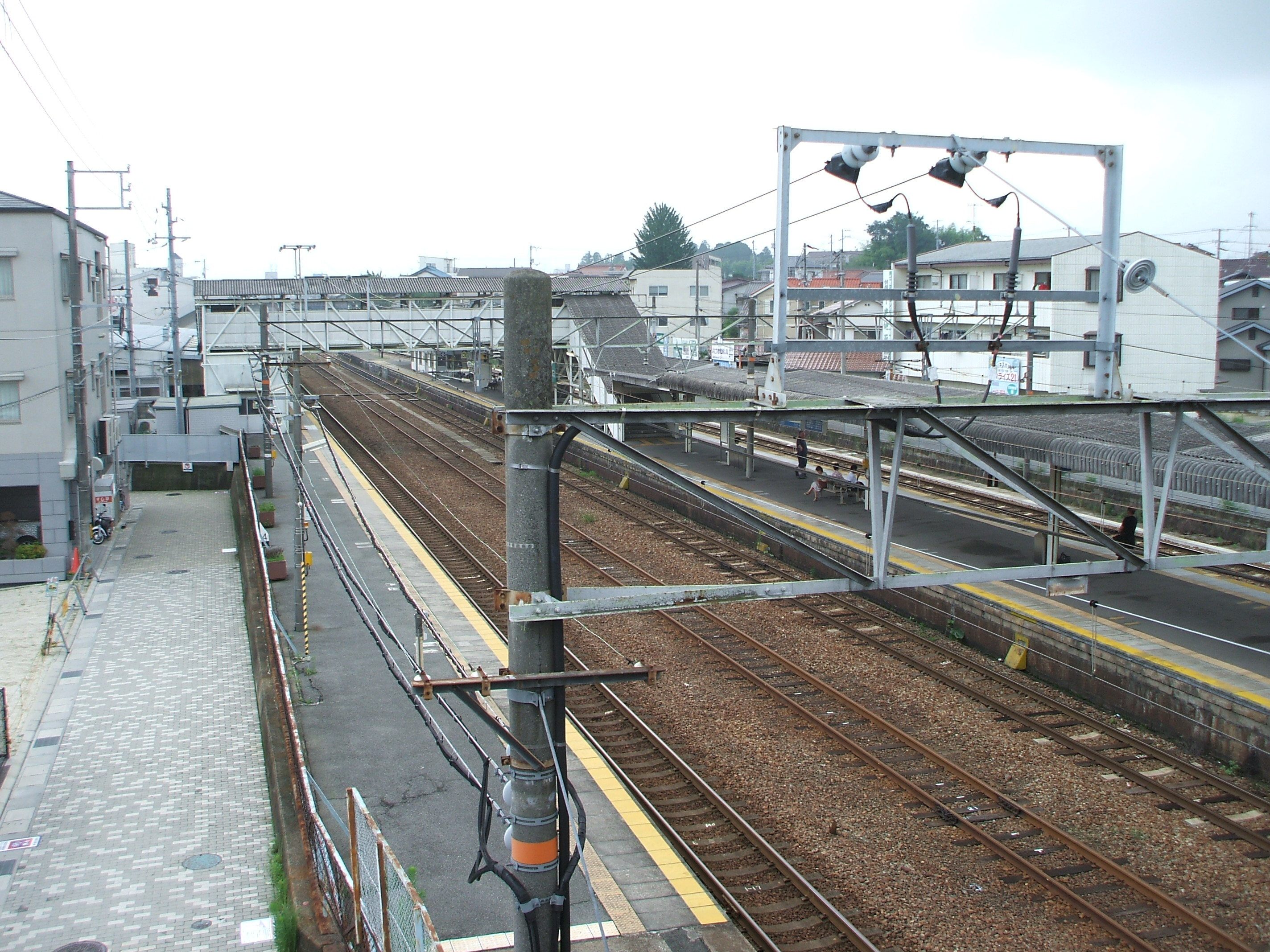
西条駅付近の陸橋から撮影した西条駅構内

| 線路            | 路線・方向           | 行先・用途                                             |
| --------------- | -------------------- | ------------------------------------------------------ |
| 1               | 山陽本線貨物（下り） | 広島・大竹方面（通過）                                 |
| 2（ホームなし） | 待機線               | 工臨・貨物列車（異常時）・EF67・EF210-300待機          |
| 3               | 山陽本線貨物（上り） | 東福山・岡山方面（補機（EF67 / EF210-300））切り離し。 |
| 4               | （旅客列車のみ）     |                                                        |
| 5（ホーム無し） | 山陽本線貨物（上り） | EF67 / EF210-300切り離し。3番のりば旅客列車使用時。    |
| 5（ホーム無し） | 待機線               | 深夜留置時のみ使用                                     |

付記事項
- 1番線と3番線間にホームの無い下り副本線（2番線）があり、瀬野 - 八本松間急勾配用貨物補機が当駅で切り離された後、広島機関区へ回送される際の待機や、異常時の貨物列車抑止に使用される。
- 4番線の外側にホームの無い上り副本線（5番線）がある。この線路は西高屋方面に引上線があり、5番線で切り離した補機がここで折返して2・3番線に転線する。電留線もあり、深夜は4 - 5編成が留置される。
- 上り貨物列車は当駅3番線または5番線に一時停車し、広島貨物ターミナル駅から連結されていた瀬野 - 八本松間急勾配用の補機を切り離す。切り離された補機は2番線または3番線に転線し回送列車として広島機関区へ向けて発車するまで待機する。
- 西高屋側には保線車両基地（留置線）もある。
- 3番乗り場に貨物列車到着する場合は接近放送と補機が発車する場合も旅客車両同様発車放送が行われる。

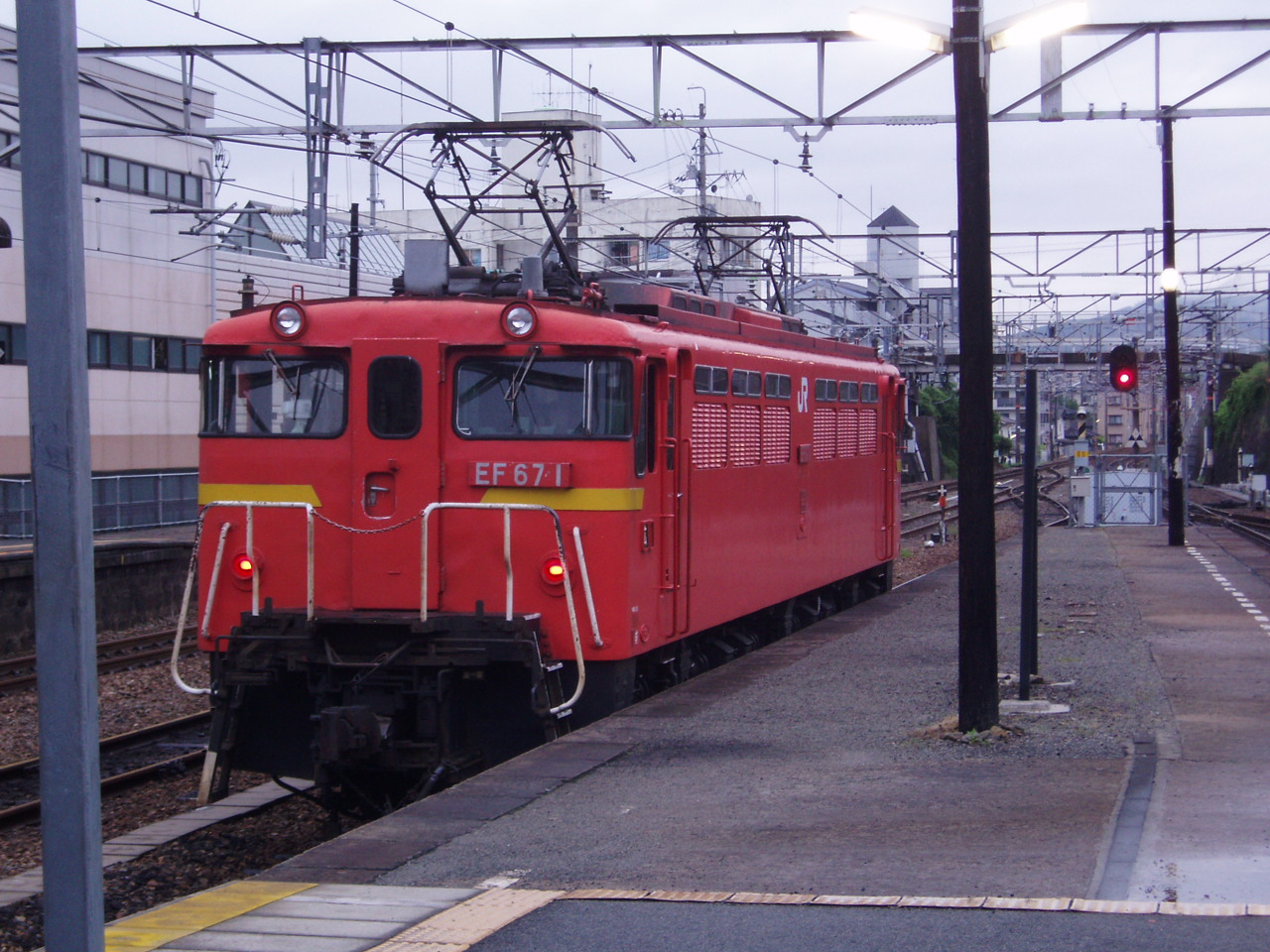
補機の電気機関車は当駅で切り離され、広島へ回送される。

## 利用状況
「広島県統計年鑑」及び「統計でみる東広島」によると、近年の1日平均乗車人員の推移は以下の通り。
| 年度                | 1日平均 乗車人員 |
| ------------------- | ---------------- |
| 1987年（昭和62年）  | 6,971            |
| 1988年（昭和63年）  | 7,254            |
| 1989年（平成 元年） | 7,383            |
| 1990年（平成02年）  | 7,662            |
| 1991年（平成03年）  | 7,868            |
| 1992年（平成04年）  | 7,877            |
| 1993年（平成05年）  | 8,787            |
| 1994年（平成06年）  | 9,135            |
| 1995年（平成07年）  | 9,472            |
| 1996年（平成08年）  | 9,586            |
| 1997年（平成09年）  | 9,243            |
| 1998年（平成10年）  | 9,124            |
| 1999年（平成11年）  | 8,920            |
| 2000年（平成12年）  | 8,831            |
| 2001年（平成13年）  | 8,806            |
| 2002年（平成14年）  | 8,880            |
| 2003年（平成15年）  | 8,901            |
| 2004年（平成16年）  | 9,257            |
| 2005年（平成17年）  | 9,349            |
| 2006年（平成18年）  | 9,400            |
| 2007年（平成19年）  | 9,495            |
| 2008年（平成20年）  | 9,612            |
| 2009年（平成21年）  | 9,507            |
| 2010年（平成22年）  | 9,420            |
| 2011年（平成23年）  | 9,371            |
| 2012年（平成24年）  | 9,562            |
| 2013年（平成25年）  | 9,897            |
| 2014年（平成26年）  | 9,710            |
| 2015年（平成27年）  | 10,083           |
| 2016年（平成28年）  | 10,088           |
| 2017年（平成29年）  | 9,756            |
| 2018年（平成30年）  | 9,024            |
| 2019年（令和 元年） | 9,488            |
| 2020年（令和02年）  | 7,458            |
| 2021年（令和03年）  | 7,538            |
| 2022年（令和04年）  | 8,422            |

## 駅周辺
駅周辺は山陽道宿場町として栄え、東広島市玄関口及び中心市街地として栄えて来た。中心市街地にある酒蔵地区は重要な観光資源になっている。毎年10月第2土曜、日曜には「酒まつり」が開催され多くの観光客で賑わう。
一方で東広島市では市街地外周部で賀茂学園都市建設事業（広島大学移転、東広島ニュータウン建設等）や広島中央テクノポリス建設の大型プロジェクトが推進されたのに伴い、市街地は低密となり外延に拡散する傾向が見られた。そのため1994年（平成6年）から始まった西条駅前土地区画整理事業等複数の事業が実施されている。

### 南口
1994年（平成6年） - 2011年（平成23年）にかけて西条駅前土地区画整理事業（但し最後の5年間は清算期間）、2003年（平成15年）から2008年（平成20年）にかけて西条岡町みち再生事業が実施された。これによって広島大学東広島キャンパスへ続く広島県道195号西条停車場線（通称ブールバール）が駅前まで4車線化された。この整備に伴い駅前広場が拡張され、駅前には東横インや複合ビルが建設された。
旧『フジグラン西条駅前店（フジ東広島店）』の敷地はアーバンコーポレイションが買取り1階部分を商業施設、2階以上をマンションとして高層ビルを建設していく計画であった。しかし、2008年（平成20年）8月にア社は経営破綻し、債務弁済後は法人を解散すると共に事業中断。その後、更地となった土地は市が購入して向かいにある「中央生涯学習センター」機能を拡充した「東広島芸術文化ホール」を建設することが決まり、2013年6月まで市役所の庁舎建替工事に伴う臨時駐車場として利用された。また同地は2010年（平成22年）5月24日 - 2011年（平成23年）9月2日までは西条税務署の仮庁舎が設置されていた。その後、2013年（平成25年）6月 - 2015年（平成27年）11月にかけて東広島芸術文化ホール建設工事が行われ、2016年4月1日にオープンし、酒蔵の町のイメージから東広島芸術文化ホール「くらら」と名づけられた。
なお、かつて駅に接続していた岡町商店街は再開発により駅前広場と分離されたが、歩道が拡張された。また、商店街周辺は歓楽街へと姿を変えつつある。

### 北口
寺院や住宅が密集している。駅舎がない北口は駅前整備も長年行われなかったが、東広島市が福富・豊栄へのアクセス向上を目的として、広島県道329号飯田吉行線に接続する市道西条駅北線を開通させ、北口にも南口と同様のロータリー（駅北広場）を整備した。これにより前述通り2014年（平成26年）1月13日より南北自由通路を設置した橋上駅舎の使用を開始し、2015年（平成27年）1月25日には南北自由通路が使用開始となった。
ロータリー供用後は北口から広島空港へのアクセスバスが計画されており、2017年（平成29年）10月29日 より「西条エアポートリムジン」 として運行開始された。空港への利用促進と東広島市内の観光客増加を目的としている。

### 施設

#### 宿泊施設
- 東横INN東広島西条駅前：ビジネスホテル
- ホテルルートイン東広島西条駅前：ビジネスホテル
- 東広島グリーンホテルモーリス：国道486号沿いにあるホテル
  - 当初2009年（平成21年）9月開業予定で都市型ホテル｢東広島ホテル｣が建設されていたが、アーバンコーポレイションの破綻により工事中断、後に断念することが決定し一度更地となった。その後2014年6月に予定地を施工業者が市営駐車場に整備し市に返還することとなり、一時期は市営駐車場・駐輪場として利用されたが、2020年秋に市立美術館が八本松から移転開業している。

#### 行政機関
- 東広島市役所
- 東広島警察署 西条駅前交番
- 広島県庁 東広島庁舎
- 広島国税局 西条税務署
- 広島法務局 東広島支局
- 東広島区検察庁

#### 司法機関
- 東広島簡易裁判所

#### 商業施設
- 東広島モール（旧西条プラザ跡地）
  - ハローズ東広島店
  - 福屋西条店
- ゆめタウン東広島

#### 金融機関
- 安芸西条郵便局
- 広島銀行 西条支店
- もみじ銀行 西条支店
- 広島信用金庫 西条支店
- しまなみ信用金庫 西条支店
- 呉信用金庫 西条支店
- 広島市信用組合 西条中央支店
- 山口銀行 東広島支店
- 中国労働金庫東広島支店

#### 医療機関
- 本永病院
- 西条中央病院
- 井野口病院

#### 教育施設
大学
- 広島大学 東広島キャンパス：駅から広島大学方面循環バスを利用し約12分

高等学校
- 広島県立賀茂高等学校：駅から徒歩約10分
- 広島県立西条農業高等学校：駅からバスで約15分

中学校
- 東広島市立西条中学校：駅から徒歩約12分
- 東広島市立松賀中学校：駅から徒歩約20分

小学校
- 東広島市立西条小学校
- 東広島市立東西条小学校
- 東広島市立三ツ城小学校

#### 公共施設
- 東広島市中央生涯学習センター
- サンスクエア東広島

公園
- 西条中央公園：毎年10月第2土・日曜に「酒まつり」の会場となる。

#### 交通
- 広島県道195号西条停車場線（ブールバール、国道2号西条バイパス御薗宇ランプ・広島大学方面）
- 国道486号
- 広島県道332号吉川西条線
- 広島県道329号飯田吉行線
- 国道375号
- 山陽自動車道 西条IC
- 山陽新幹線 東広島駅（南へ約6キロ、バスで約20分）
- 広島空港（山陽道西条IC経由で約19キロ、バスで約25分）

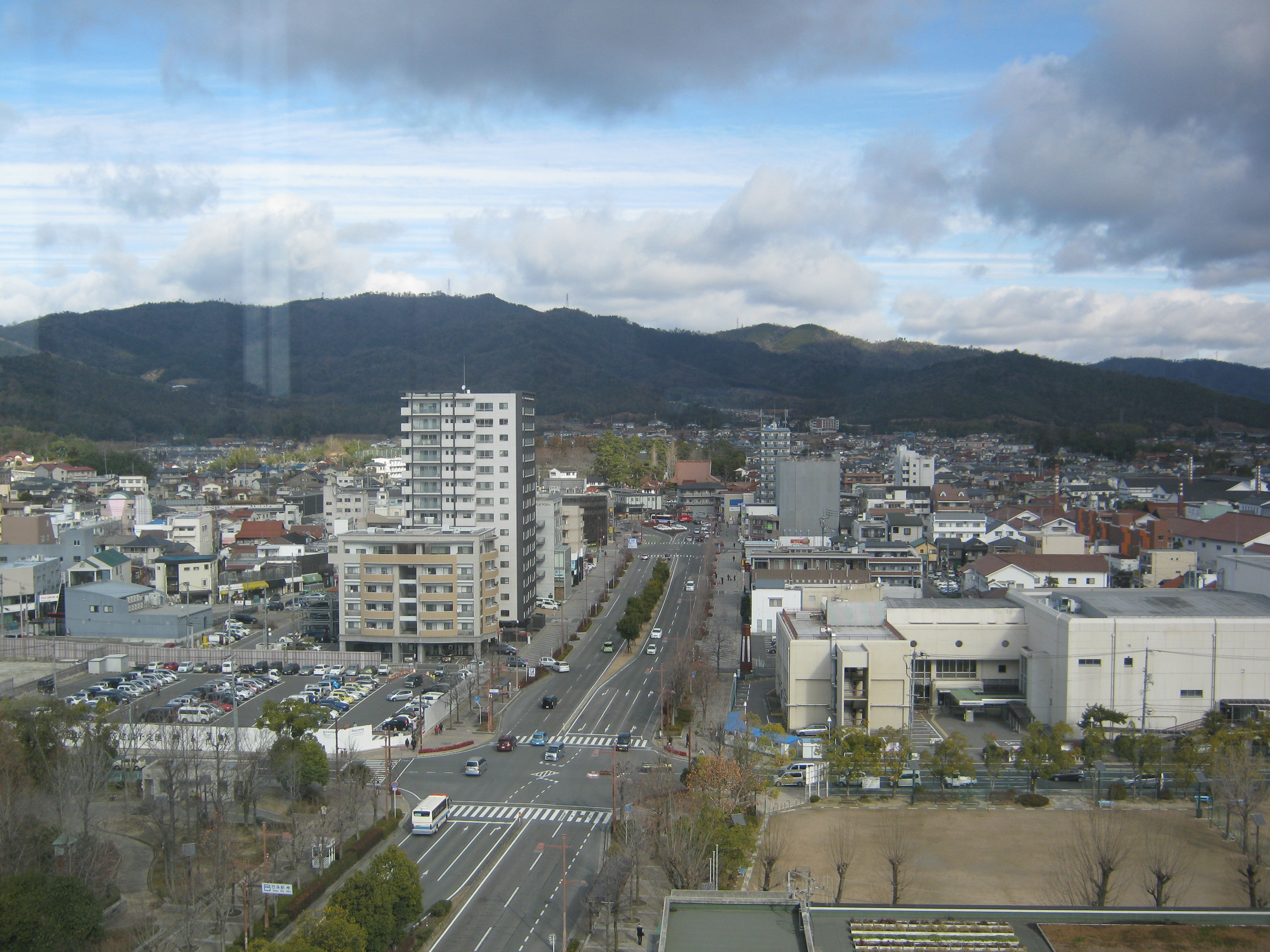
市役所10階から眺めた西条駅周辺
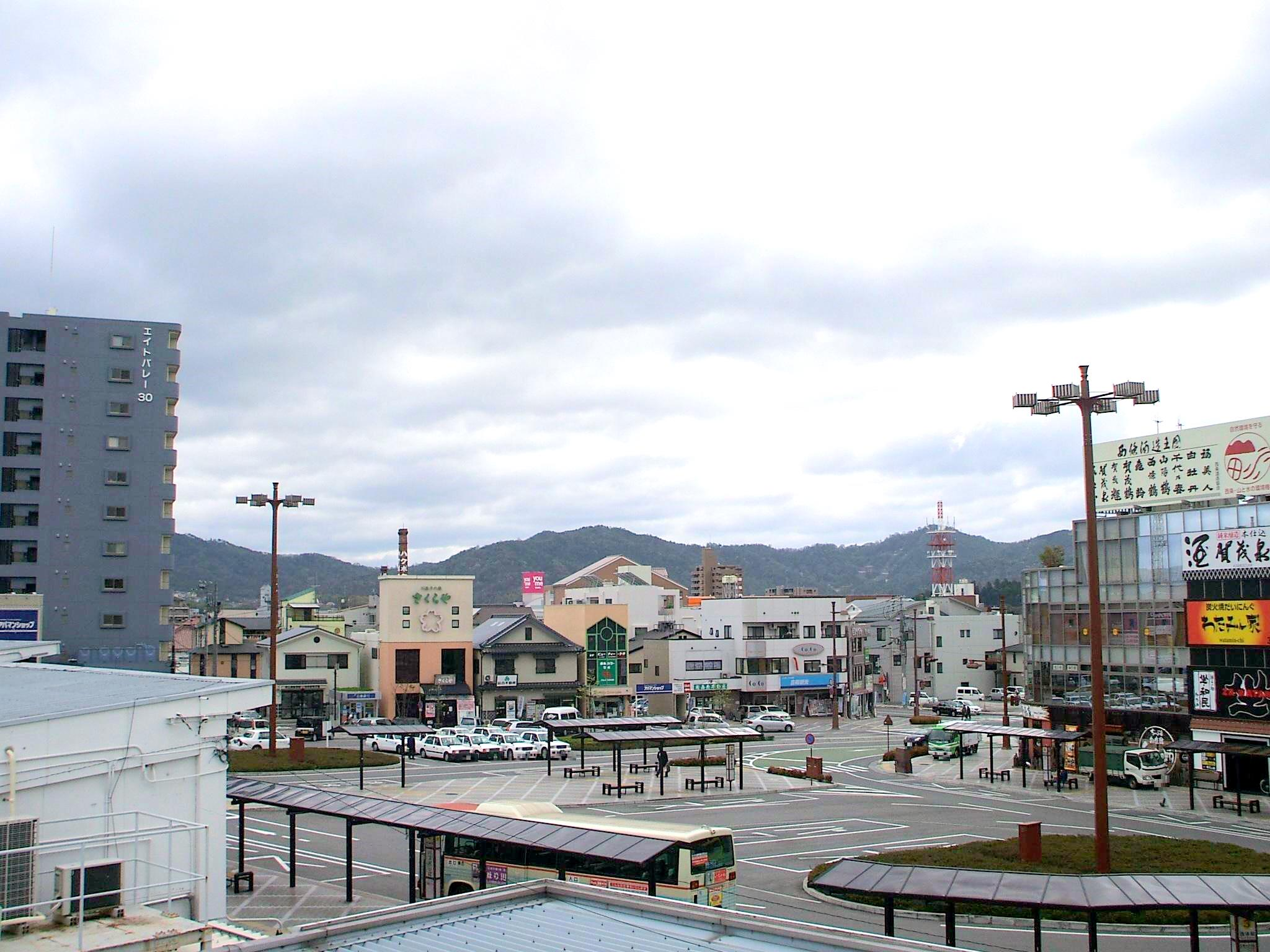
駅前広場
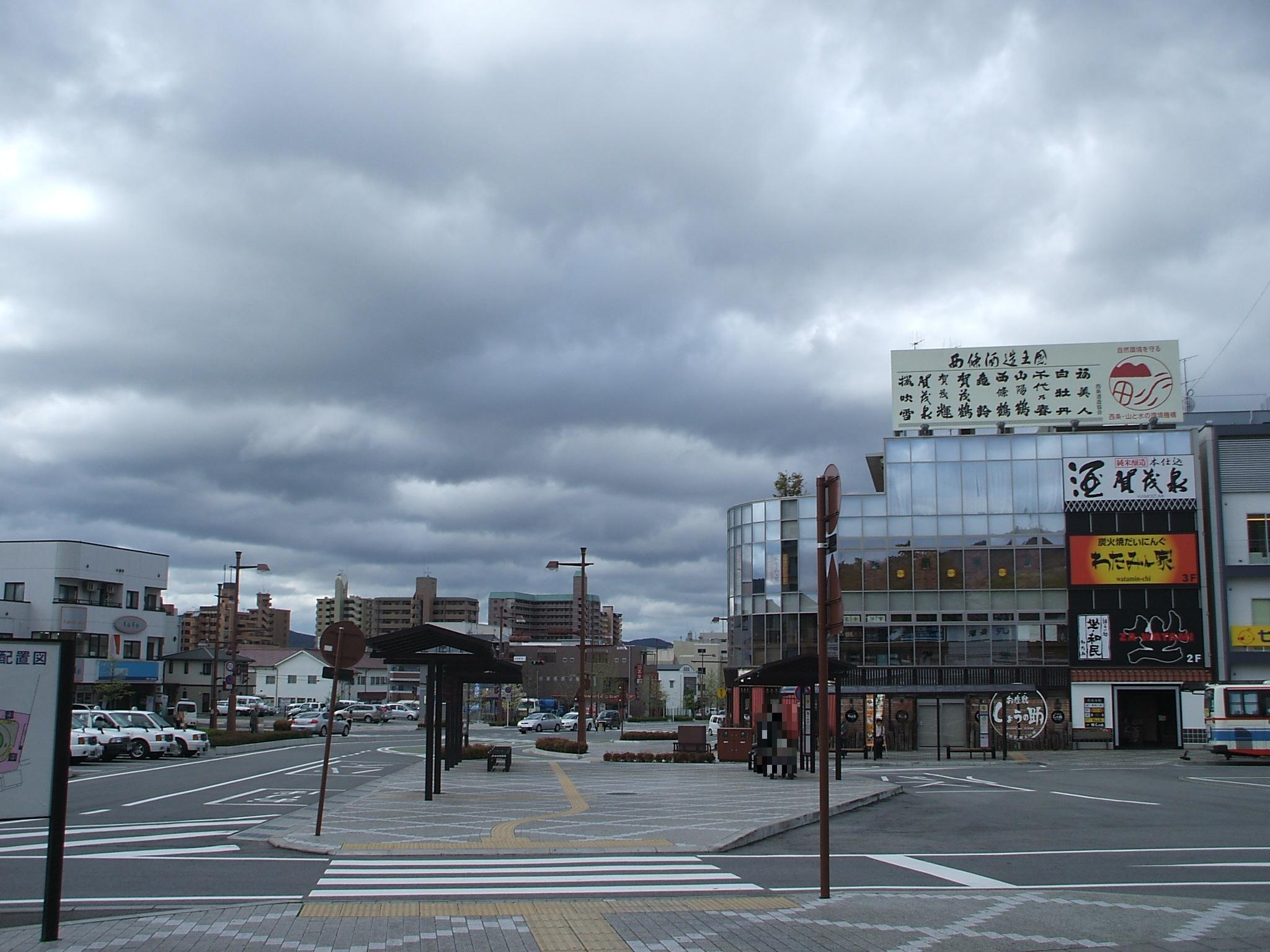
駅前広場東側
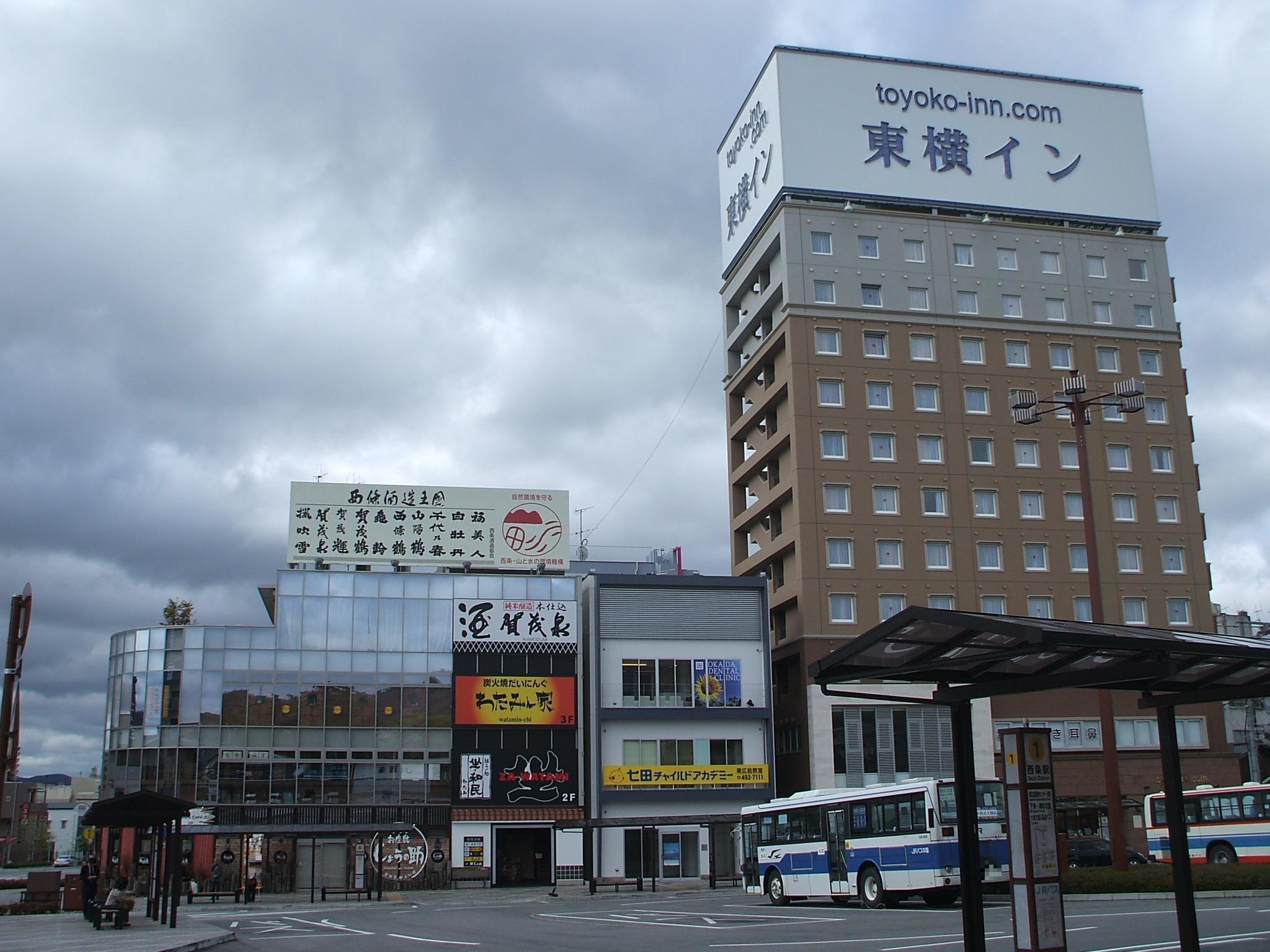
広場の西側には東横インなどのビルが建っている
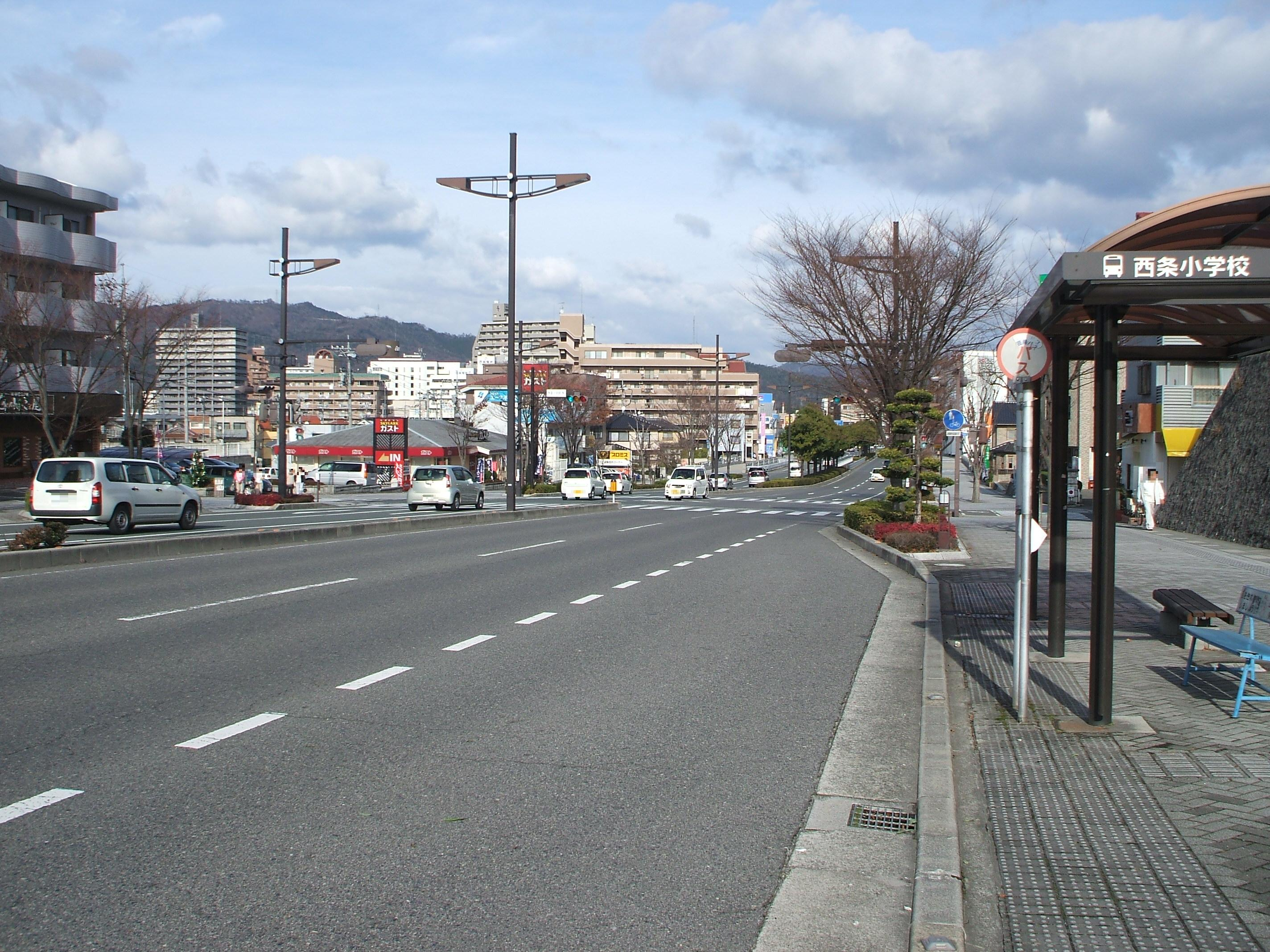
ブールバール
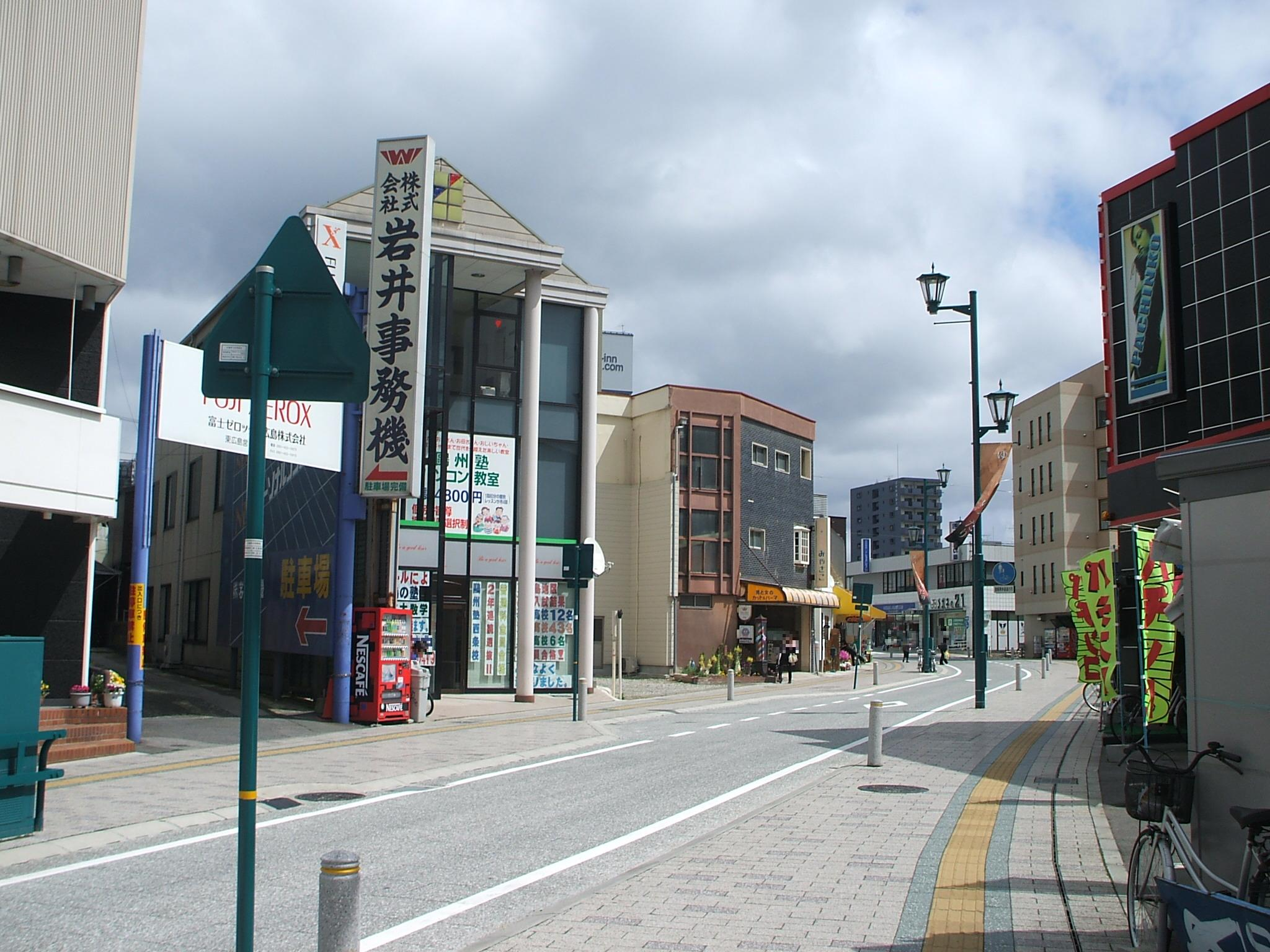
かつて駅と繋がっていた岡町商店街
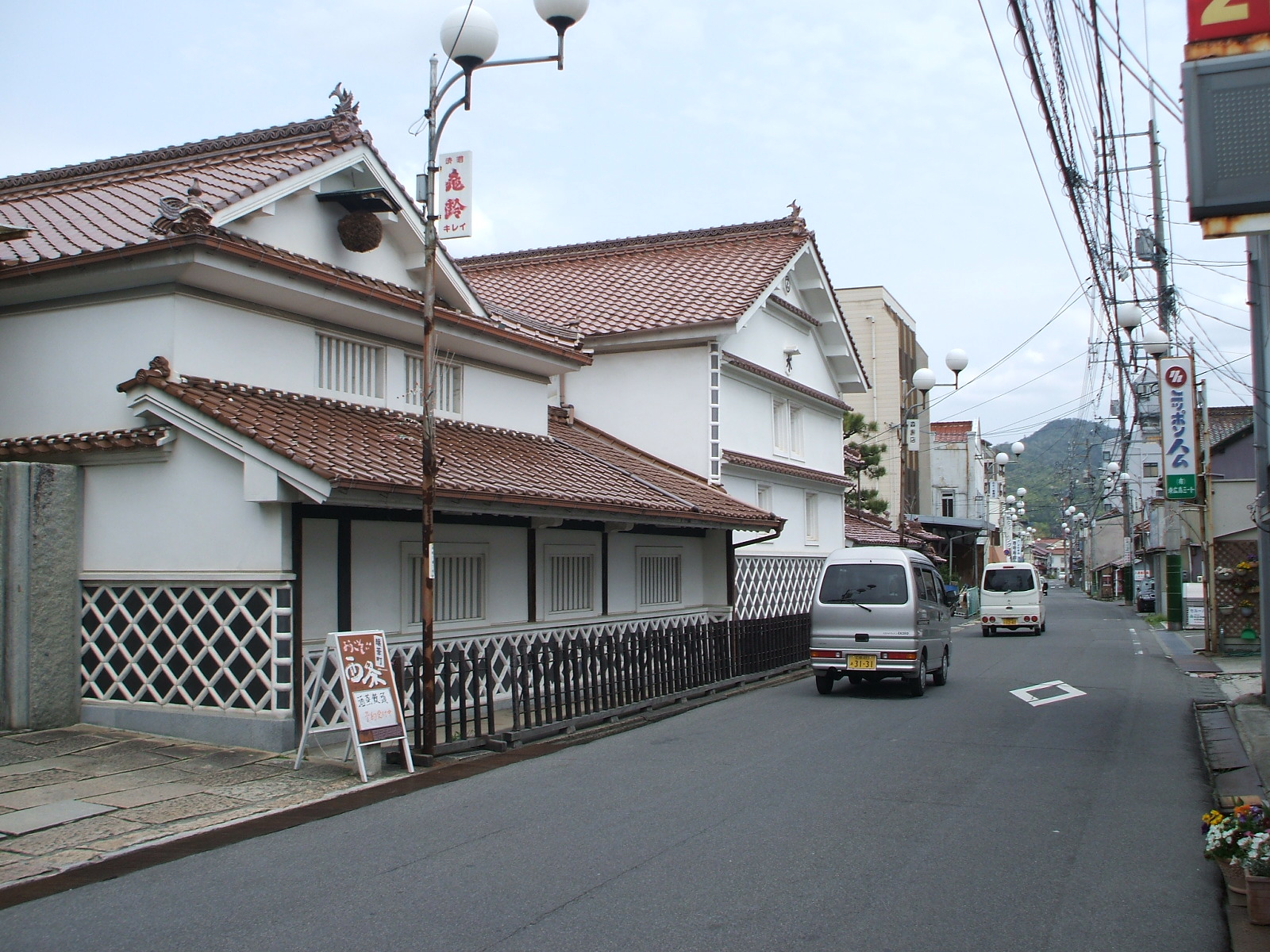
酒蔵通り・西国街道（旧山陽道）
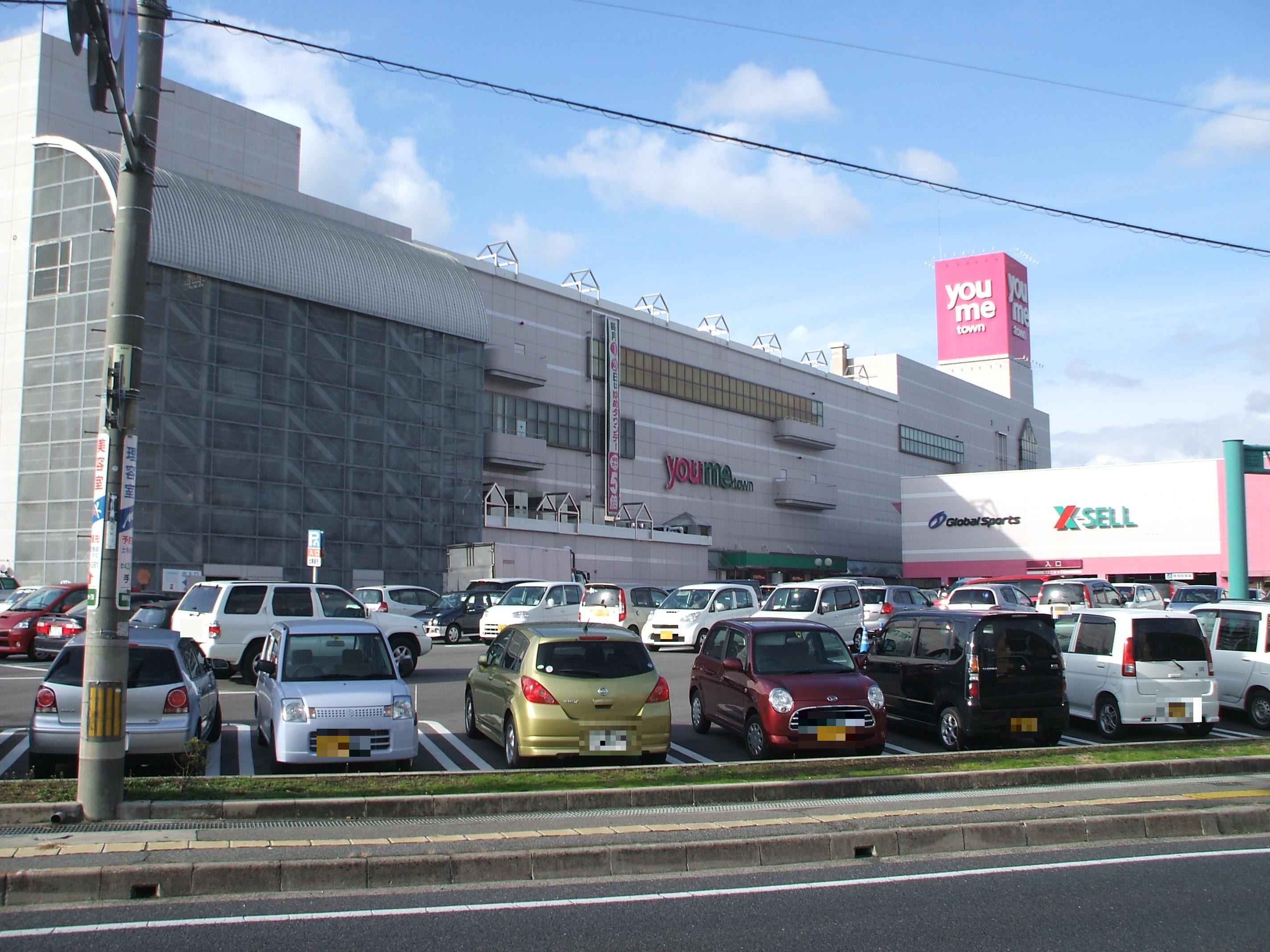
ゆめタウン東広島

## バス路線
南口ロータリーのりばから出ている広島大学行バスは日中概ね15分間隔で運行されている（平日）。山陽本線から広島大学へは、当駅から2駅広島寄りの八本松駅からも出ているが、便数は当駅の方が多い。西条市街地循環バスである「のんバス」は平日・休日共に日中片方向当たり30分間隔の運行である。
| のりば         | 運行事業者          | 方面                                                        | 路線・行先                                          | 備考           |
| 一般路線バス   | 一般路線バス        | 一般路線バス                                                | 一般路線バス                                        | 一般路線バス   |
| -------------- | ------------------- | ----------------------------------------------------------- | --------------------------------------------------- | -------------- |
| 南口ロータリー | のんバス            |                                                             | 赤ルート（外回り） 青ルート（内回り）               |                |
| 南口ロータリー | 芸陽バス            | 北方面 （造賀・福富・豊栄方面）                             | 豊栄 上竹仁                                         |                |
| 南口ロータリー | 芸陽バス            | 北東方面 （高美が丘・近畿大学工学部・西高屋駅・白市駅方面） | 西高屋駅 白市駅                                     |                |
| 南口ロータリー | JRバス中国          | 南東方面 （東広島駅・竹原・安芸津方面）                     | 東広島駅（山陽新幹線） 広島国際大学                 | 土曜・休日運休 |
| 南口ロータリー | 芸陽バス            | 南東方面 （東広島駅・竹原・安芸津方面）                     | 竹原駅（JR呉線） 安芸津駅（JR呉線）                 |                |
| 南口ロータリー | JRバス中国          | 南方面 （黒瀬・広島国際大学・呉大学・広・呉方面）           | 広島国際大学・広駅・呉駅（JR呉線） サイエンスパーク |                |
| 南口ロータリー | 芸陽バス JRバス中国 | 広島大学循環                                                | 広島大学循環                                        |                |
| 南口ロータリー | 芸陽バス            | 南西方面 （吉川・田口方面）                                 | 吉川工業団地・田口研究団地循環線                    |                |
| 南口ロータリー | JRバス中国          | 西方面 （八本松・瀬野・広島方面）                           | 東広島医療センター                                  |                |
| 南口ロータリー | 芸陽バス            | 西方面 （八本松・瀬野・広島方面）                           | 志和（循環） 八本松駅 広島バスセンター              |                |
| 北口ロータリー | JRバス中国 芸陽バス | 広島空港リムジンバス                                        | 広島空港                                            |                |
| 高速バス       |                     |                                                             |                                                     |                |
| 南口1          | WILLER EXPRESS      | 神戸三宮・USJ方面                                           | 大阪駅                                              | 夜行           |
| 南口1          | JRバス中国          |                                                             | 広島ドリーム大阪号：大阪駅                          | 夜行           |
| 北口           | JRバス中国          |                                                             | 広島エクスプレス大阪号：大阪駅                      | 昼行           |

## 付記
- 旧駅舎の看板は在来線の駅でありながら新幹線向けのものが多かった。
- 2代目駅舎から仮設駅舎営業でのキヨスクでは雑誌やお菓子、コーヒー等の嗜好品のほか土産物も取り揃えていたが、3代目橋上駅舎からは広島県内のキヨスクを運営する「ジェイアール西日本サービスネット広島」運営のお土産専門店の「おみやげ街道・西条」が開業し、そちらで取扱い始めたため、キオスク内での土産物取扱終了。キヨスクは新駅舎全面使用時に「セブンイレブン・キヨスク」に転換している。
- 旅行センター「Tis西条」をJR西日本直営で営業していた時代は、日中は定期券販売を含む窓口業務を全面的に旅行センターに任せ、旅行センター営業時間外のみ駅窓口を営業していた。

## 隣の駅
西日本旅客鉄道（JR西日本）
 山陽本線
■快速「シティライナー」（土休日下りのみ運転）
西条駅 (JR-G10) → 八本松駅 (JR-G08)
■快速「通勤ライナー」（平日朝下りのみ運転）
西高屋駅 (JR-G11) → 西条駅 (JR-G10) → 八本松駅 (JR-G08)
■普通
西高屋駅 (JR-G11) - 西条駅 (JR-G10) - 寺家駅 (JR-G09)